# Hortus floridus

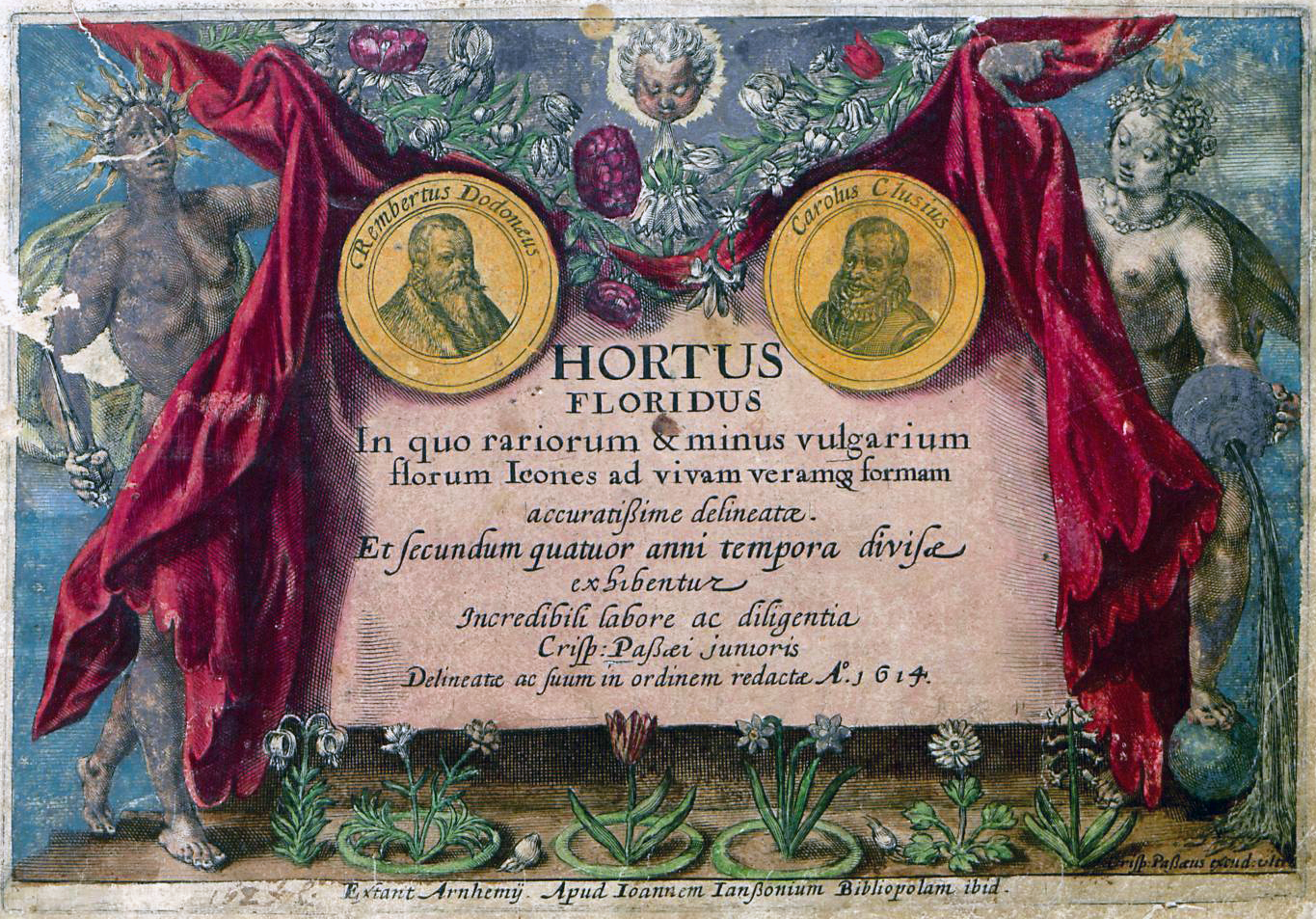
Auf dem Kupfertitel des Hortus floridus sind Porträts von Rembert Dodoens (links) und Charles de l’Écluse (rechts) abgebildet.

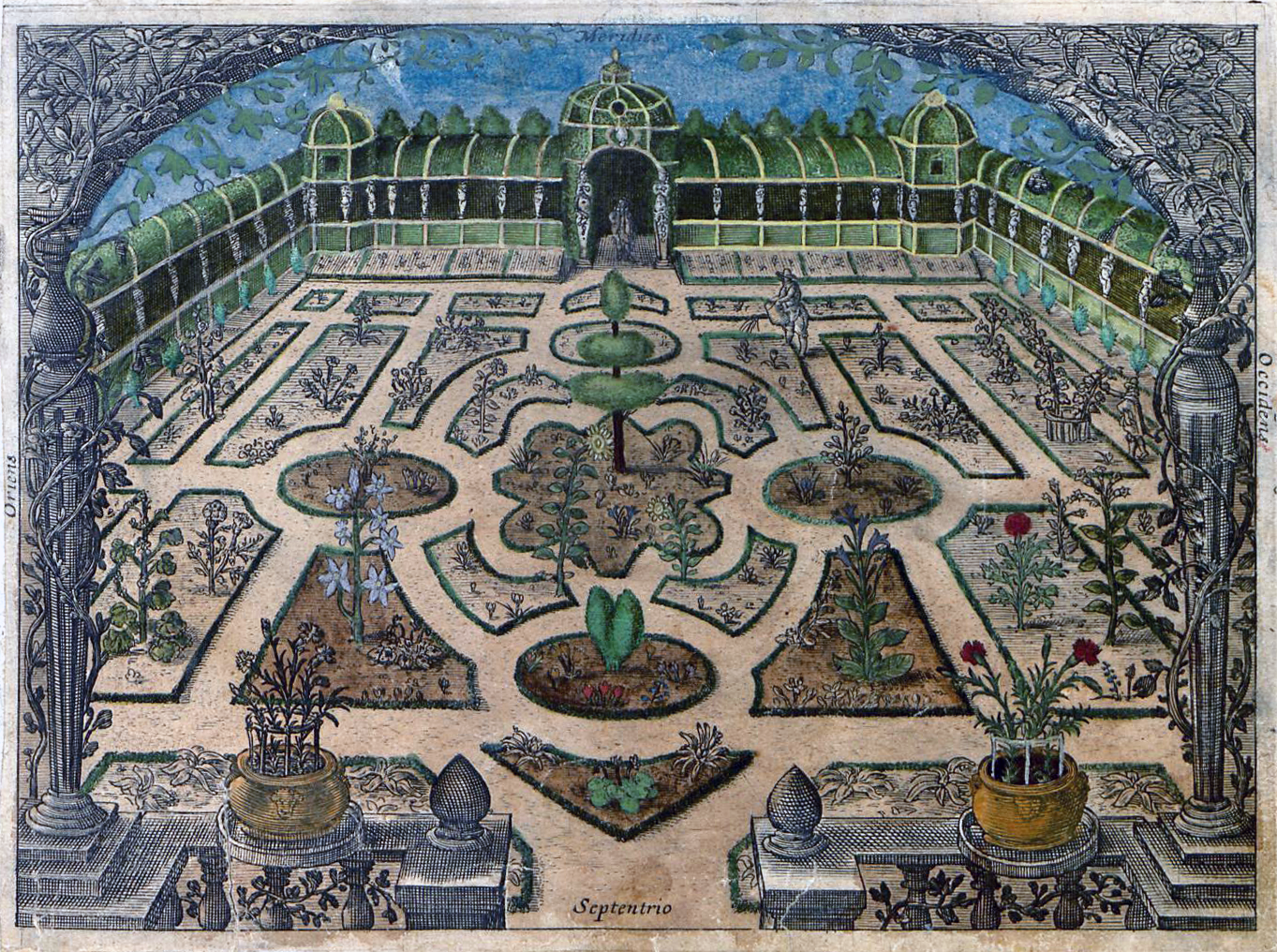
Das Frontispiz des Hortus floridus zeigt einen französischen Garten.

Hortus floridus ist ein zwischen 1614 und 1617 mehrfach veröffentlichtes Florilegium von Crispin de Passe dem Jüngeren. Die ursprünglich lateinischen Beschreibungen der abgebildeten Pflanzen wurden ins Niederländische, Französische und Englische übersetzt und dem Werk vorangestellt. Das Werk gilt als eines der bedeutendsten Beispiele früher botanischer Illustrationen.

## Inhalt
Hortus floridus wurde erstmals 1614 in Utrecht von de Passes Vater Crispin de Passe dem Älteren herausgegeben. Einige der Tafeln sind von seinen jüngeren Brüdern Simon und Willem signiert. 
Hortus floridus besteht meist aus zwei Teilen. Der erste Teil ist nach den vier Jahreszeiten Frühling, Sommer, Herbst und Winter unterteilt. Er umfasst 175 Illustrationen, die Zwiebel- und Knollenpflanzen zeigen. Auf jeder Tafel werden zwei Pflanzen dargestellt. Auf den Tafeln sind die Namen der Pflanzen in Lateinisch und in einer oder mehreren anderen Sprachen angegeben. Jede Jahreszeit wird mit der Abbildung eines französischen Gartens eingeleitet.
Der meist vorhandene zweite Teil, Altera Pars, enthält etwa 60 Tafeln mit etwa 120 Abbildungen von Obstbäumen, Früchten und Heilpflanzen.
Hortus floridus dürfte durch die Werke La Clef des champs (1586) von Jacques le Moyne de Morgues (um 1533–1588) und Florilegium (um 1587/1589) von Adriaen Collaert (um 1560–1618) beeinflusst worden sein.

## Illustrationen (Auswahl)

Titelblätter der Übersetzungen
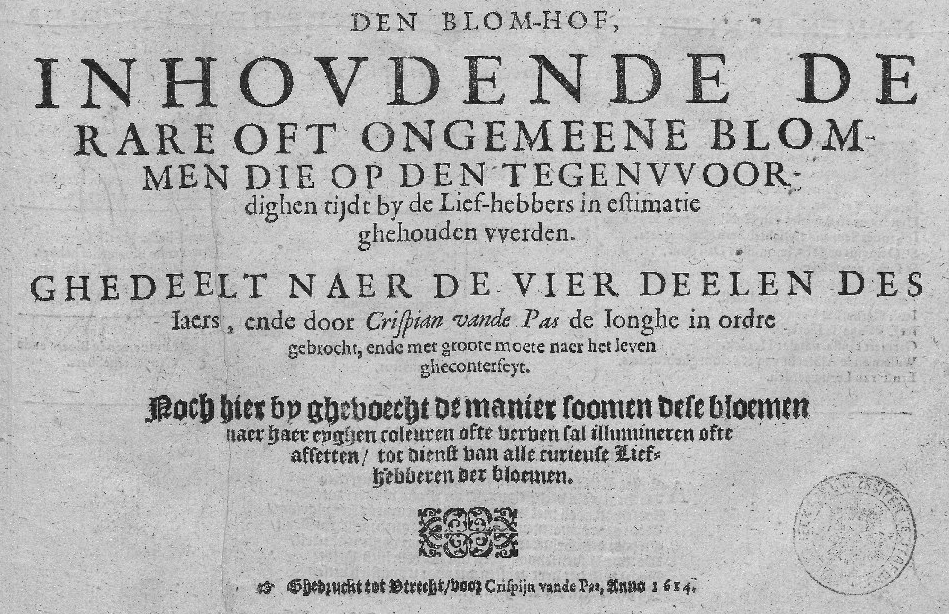
Den Blom-hof
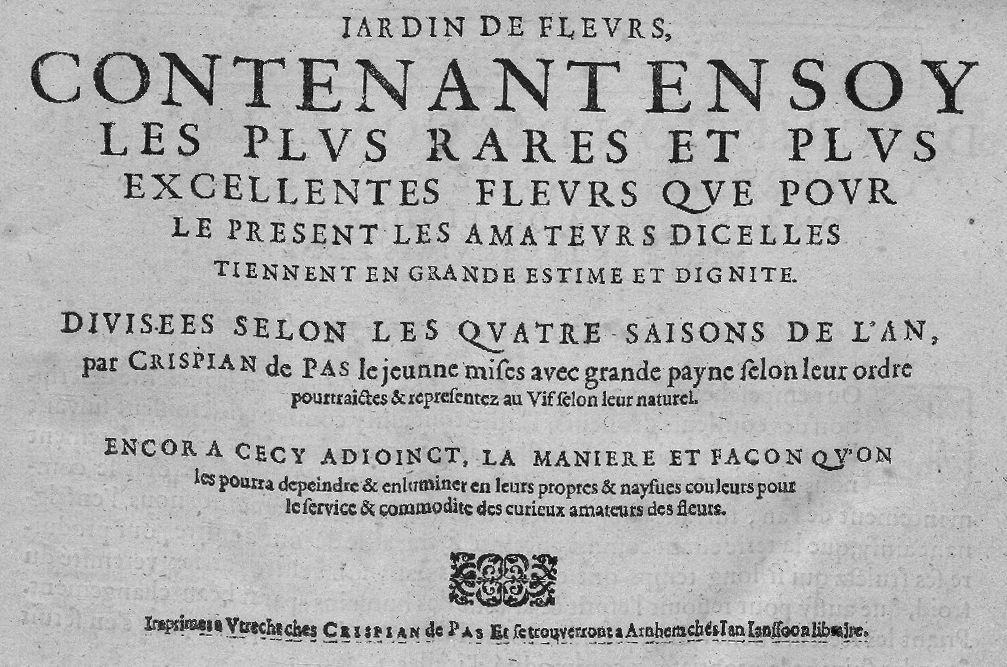
Jardin de Fleurs
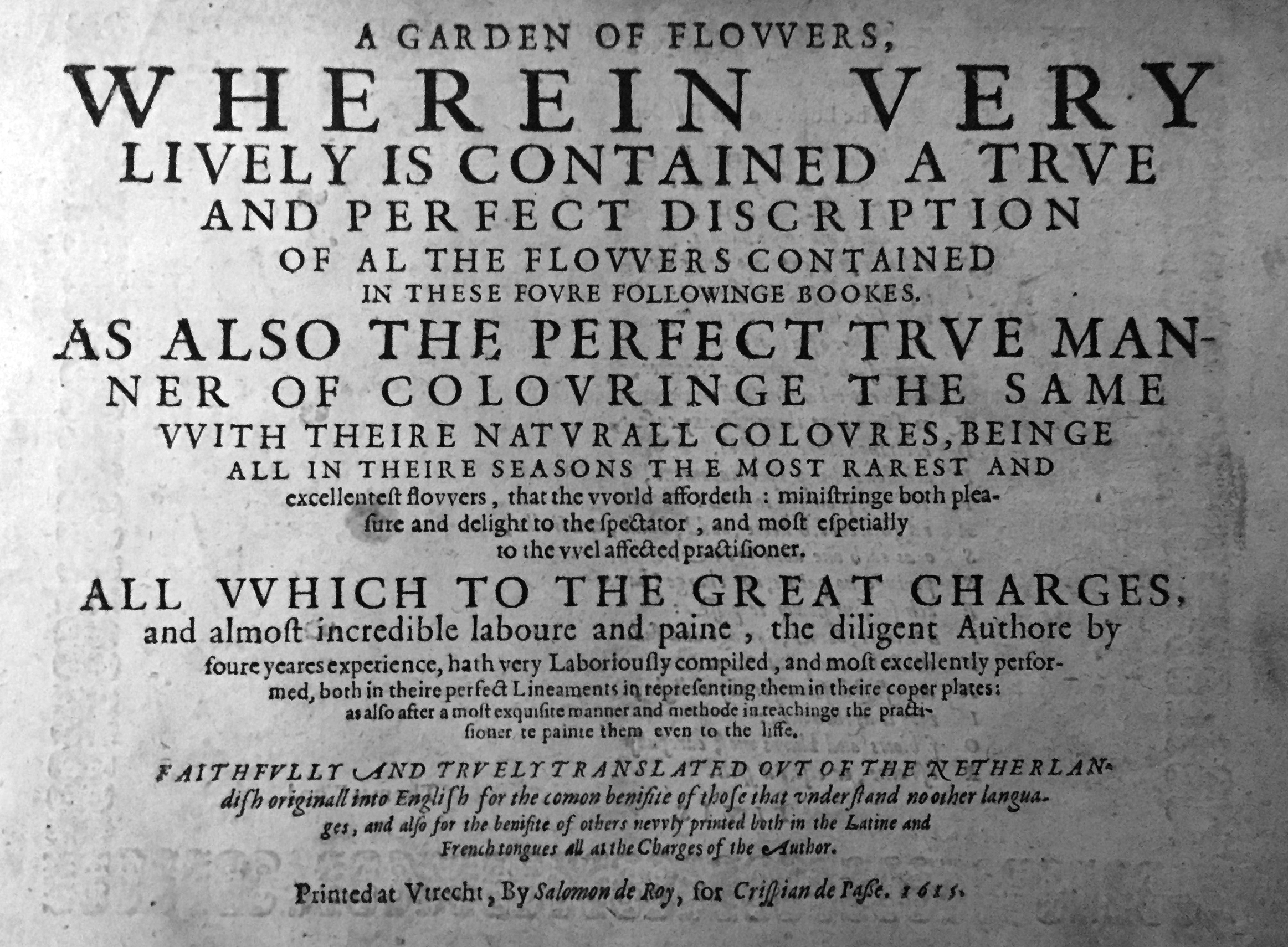
A garden of flowers

Hortus floridus, Frühling
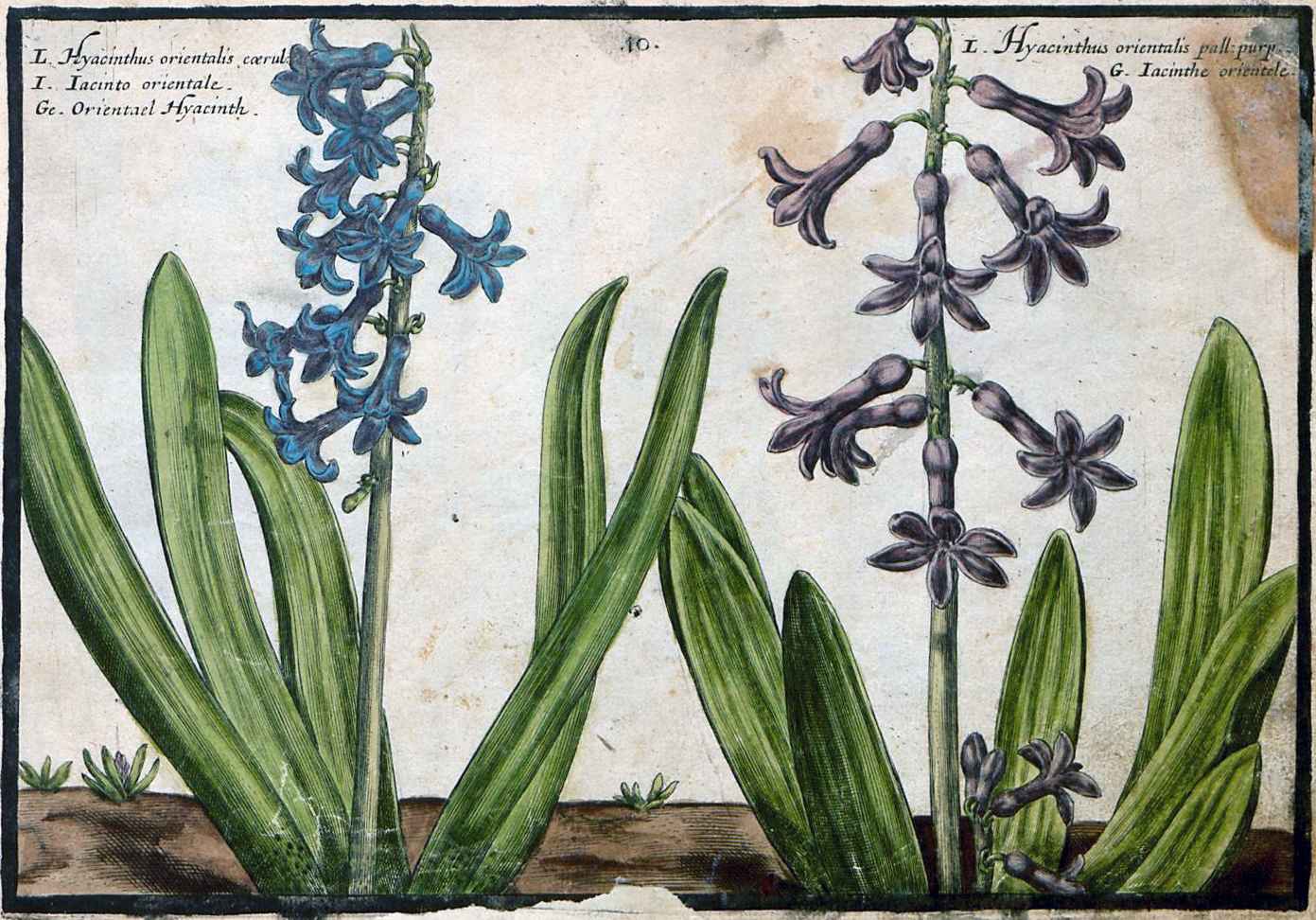
Tafel 10
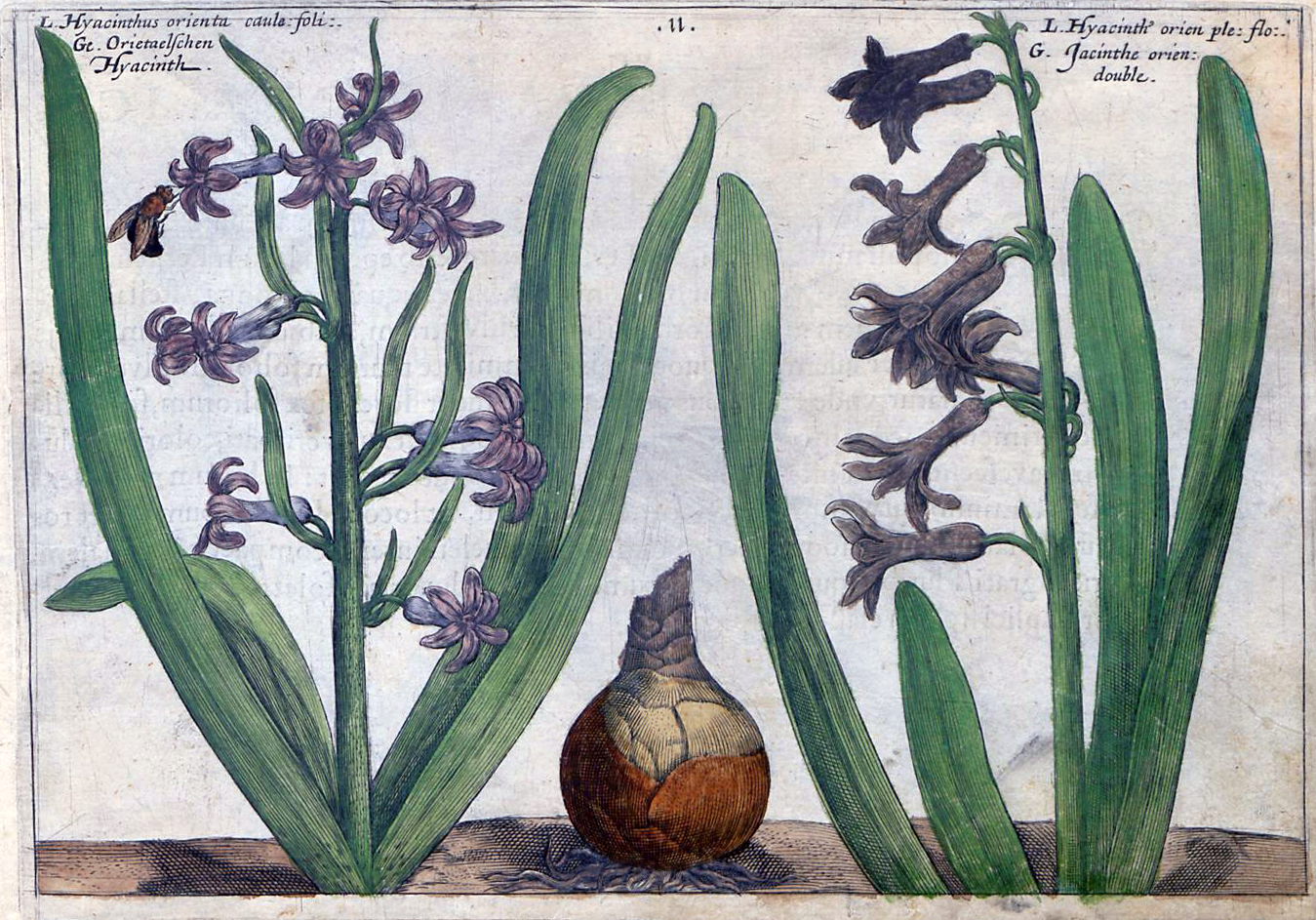
Tafel 11
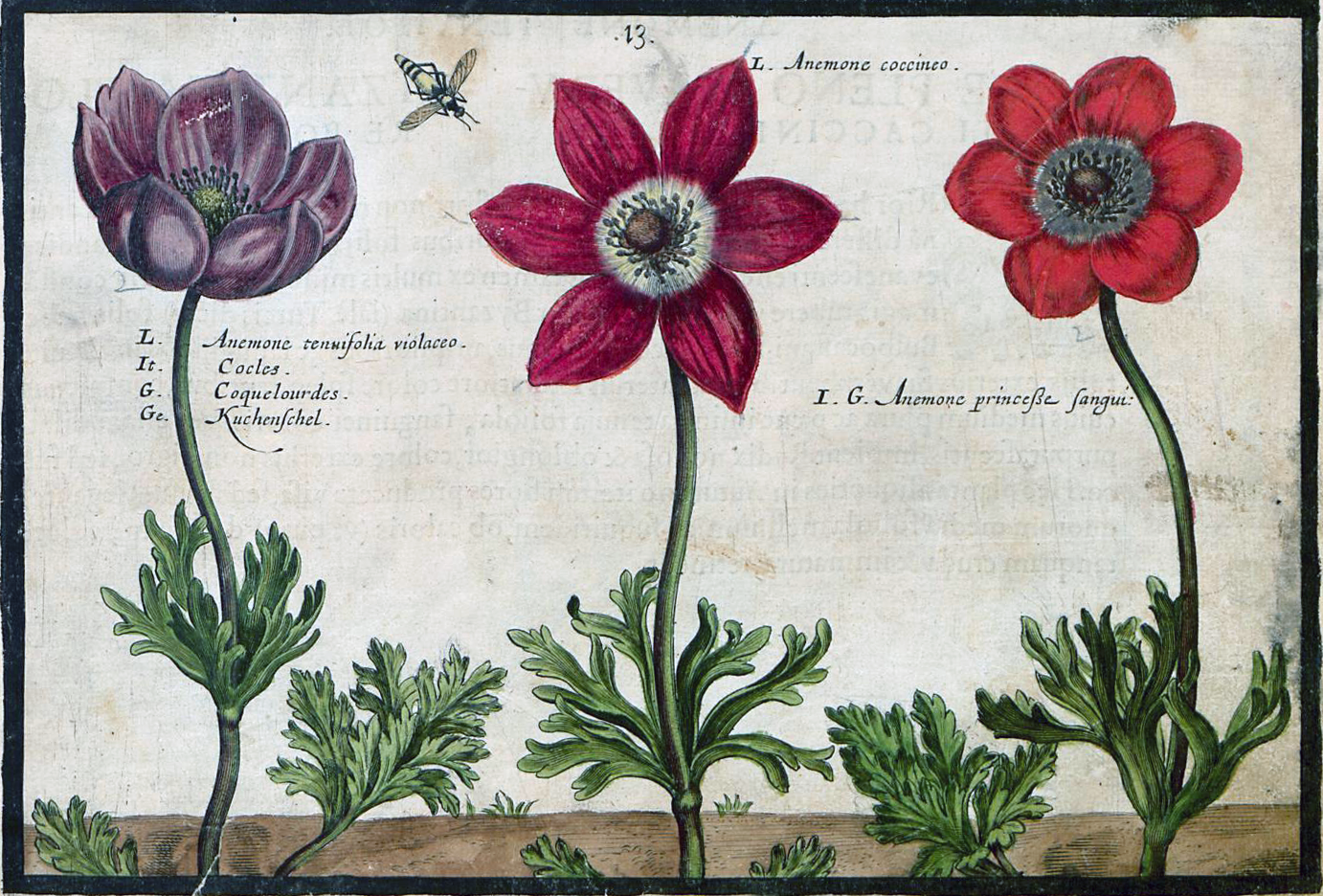
Tafel 13
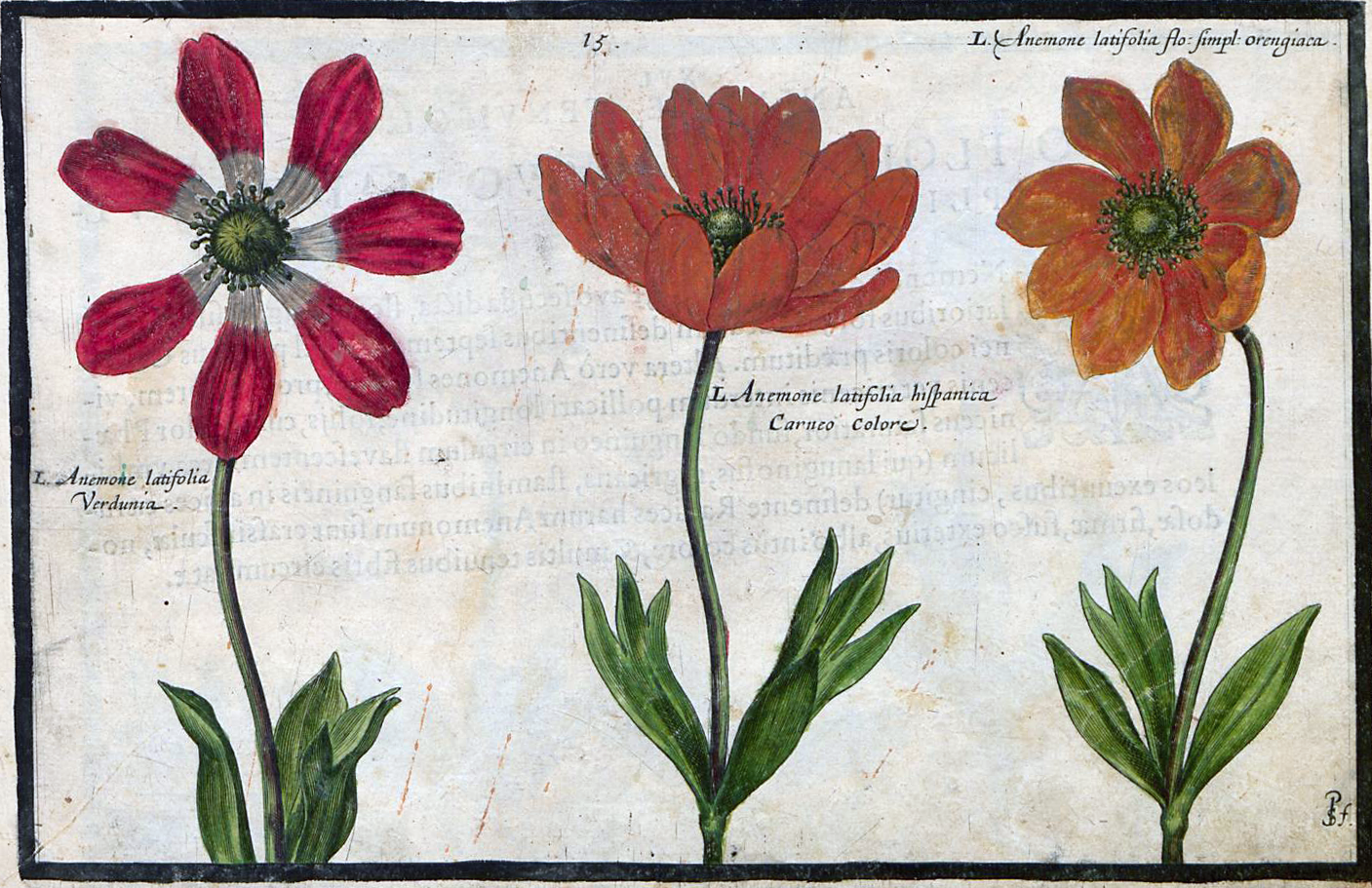
Tafel 15
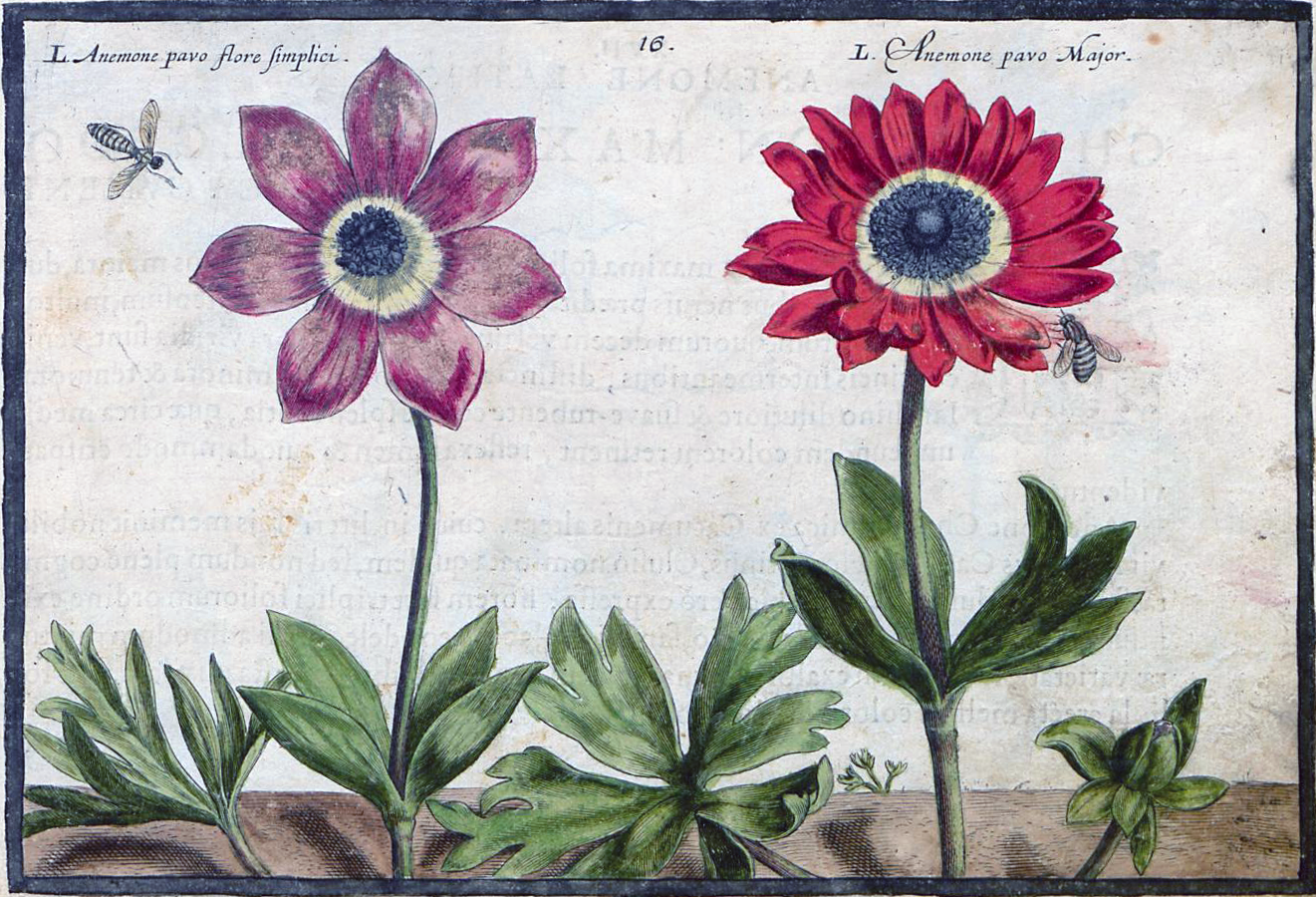
Tafel 16
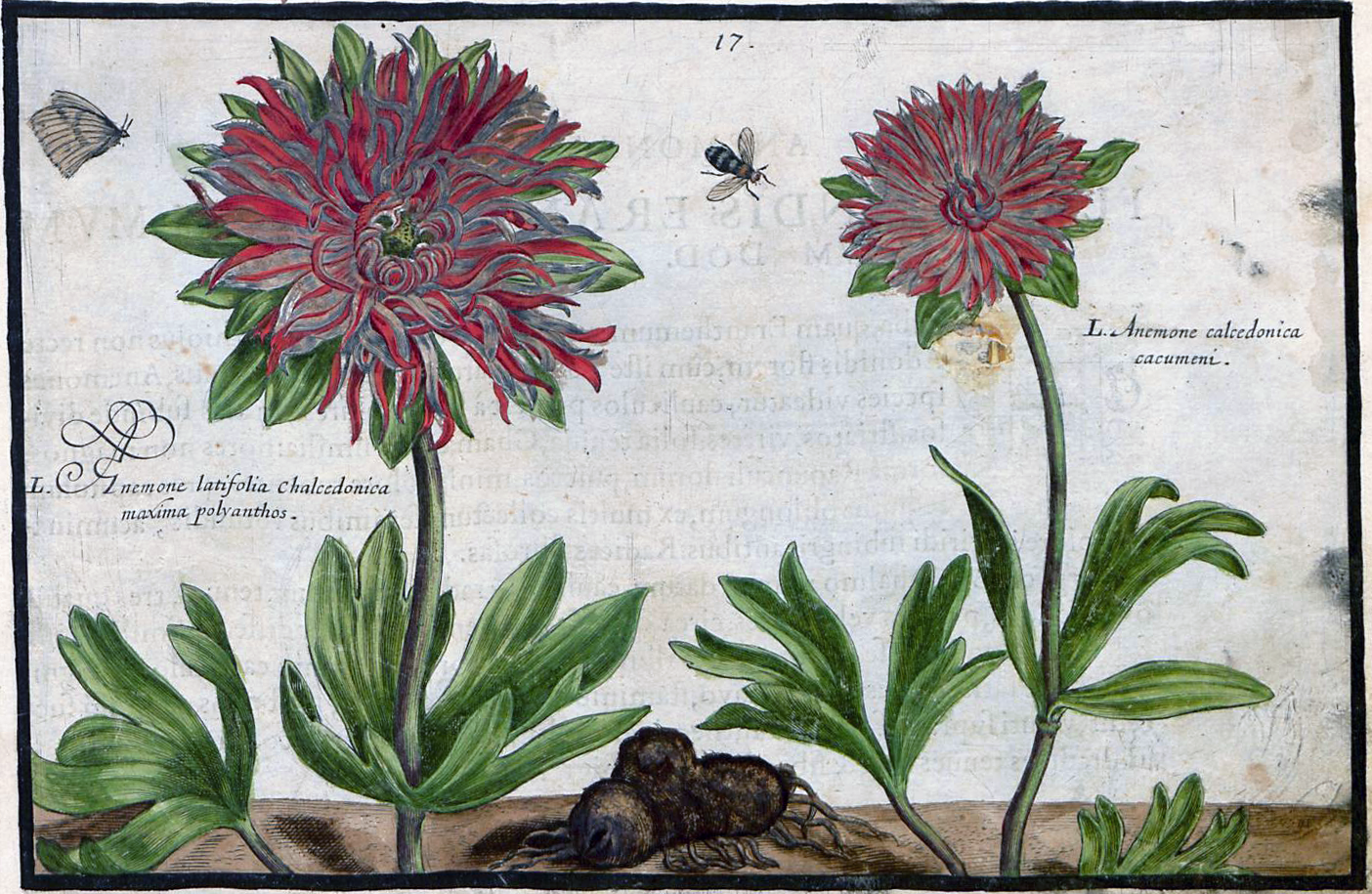
Tafel 17
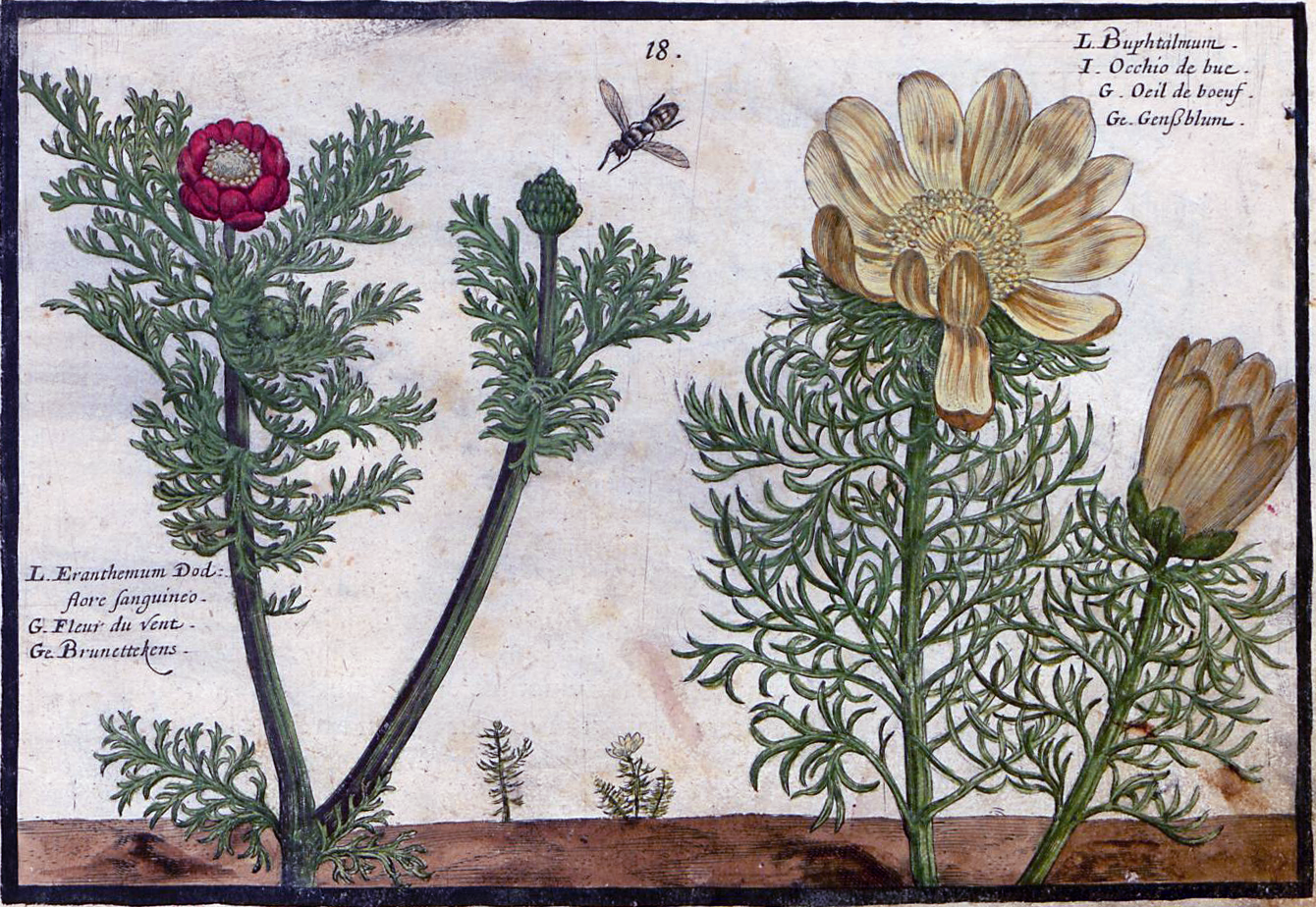
Tafel 18
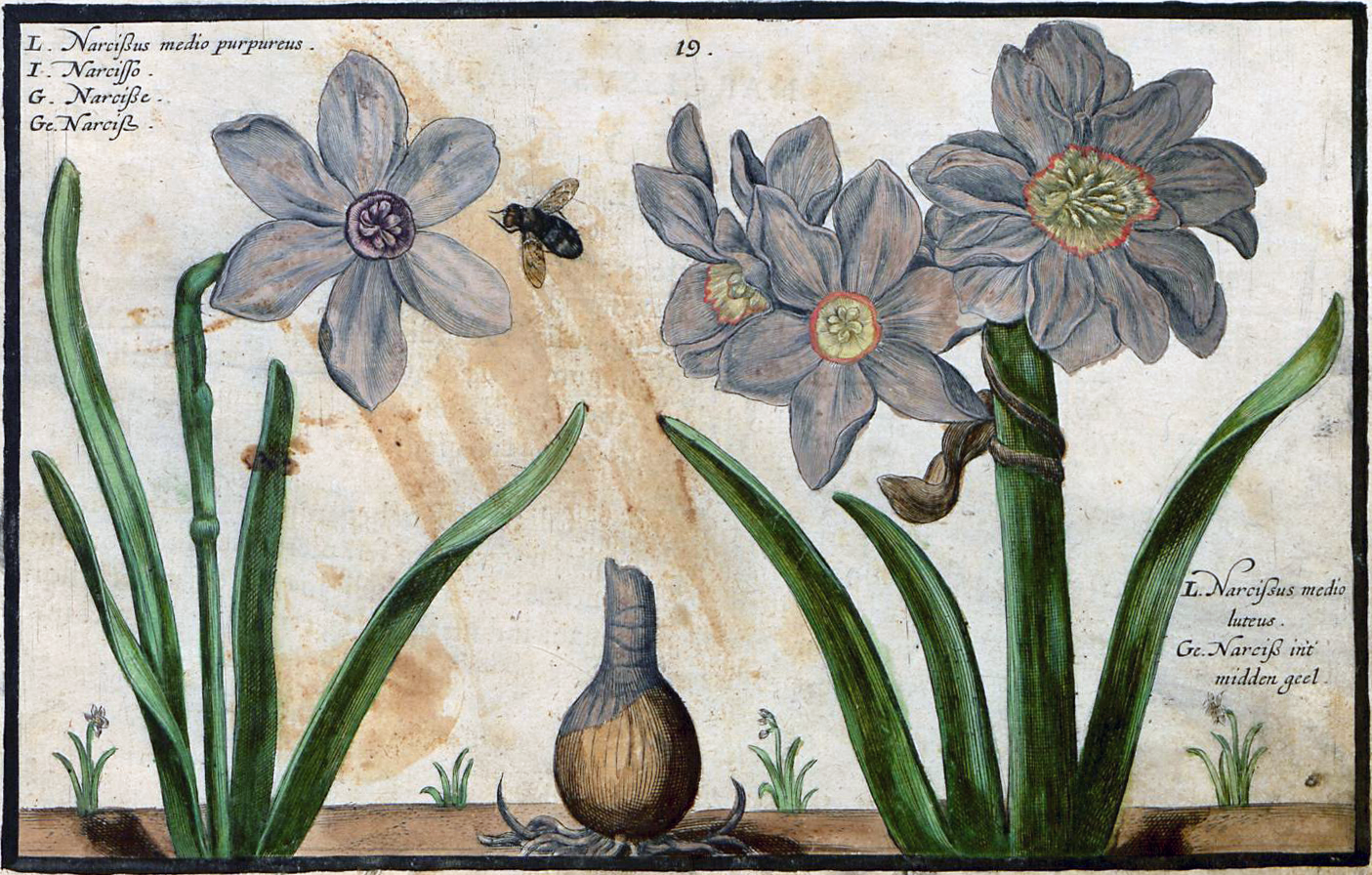
Tafel 19
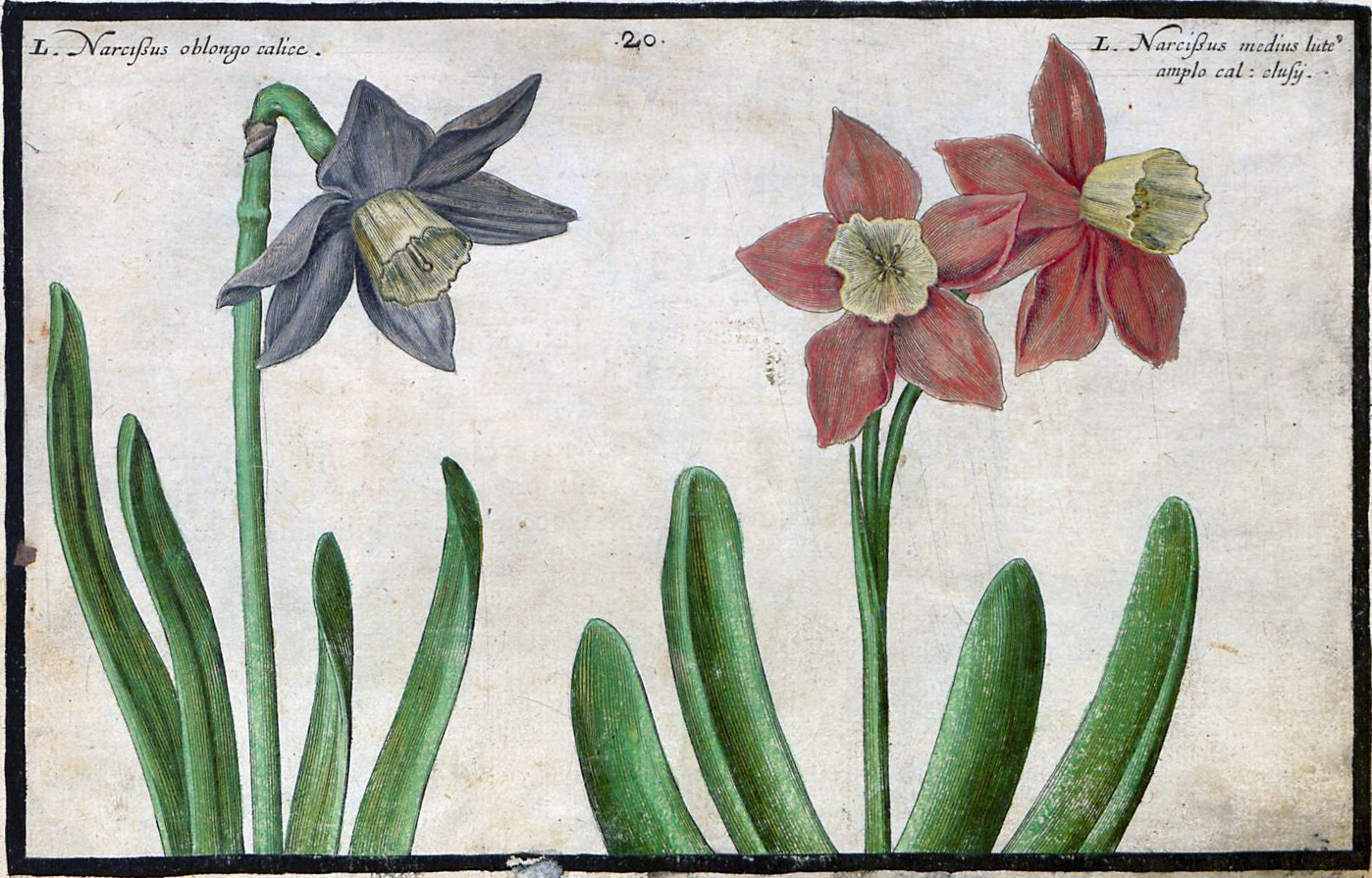
Tafel 20
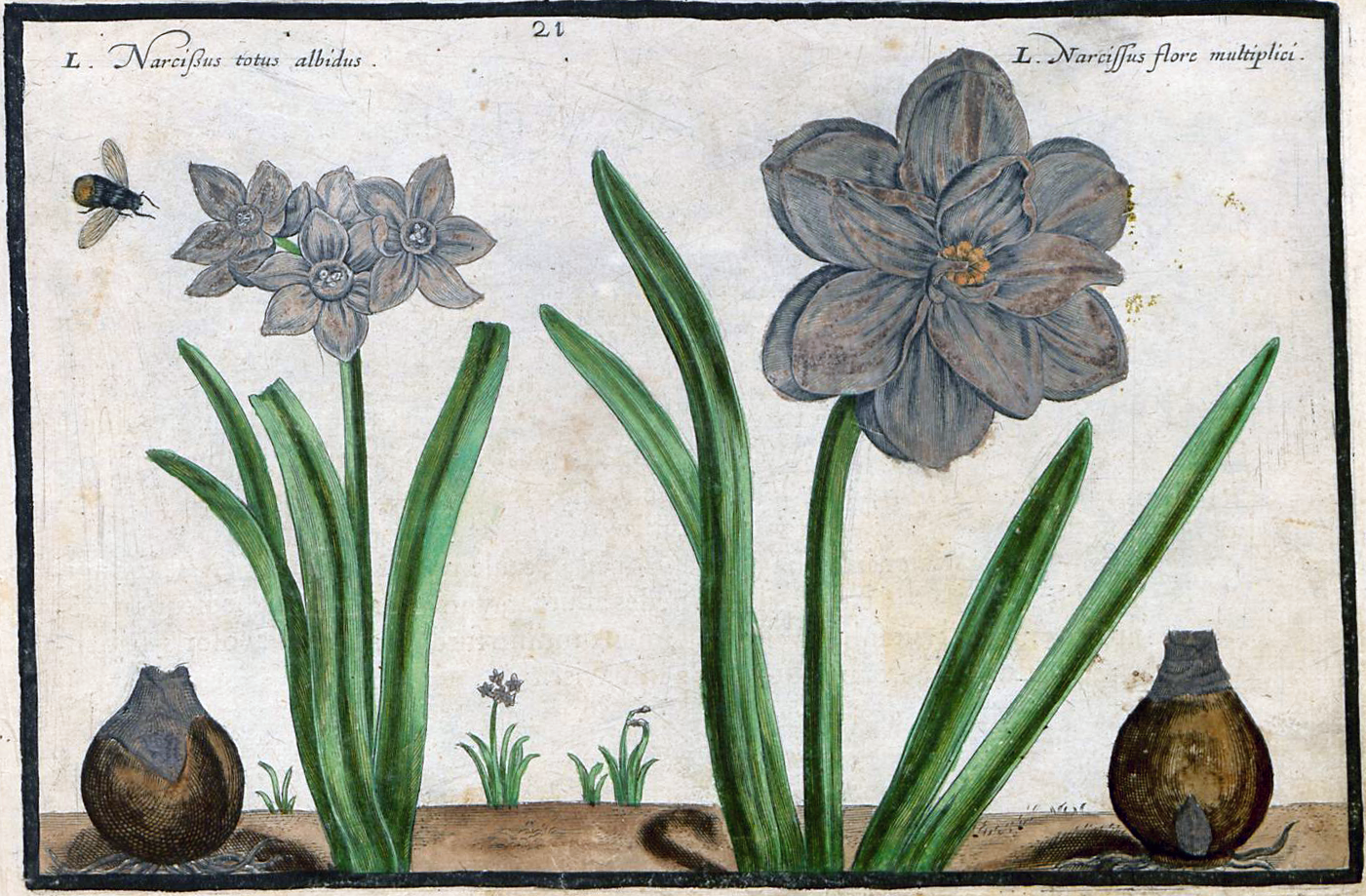
Tafel 21
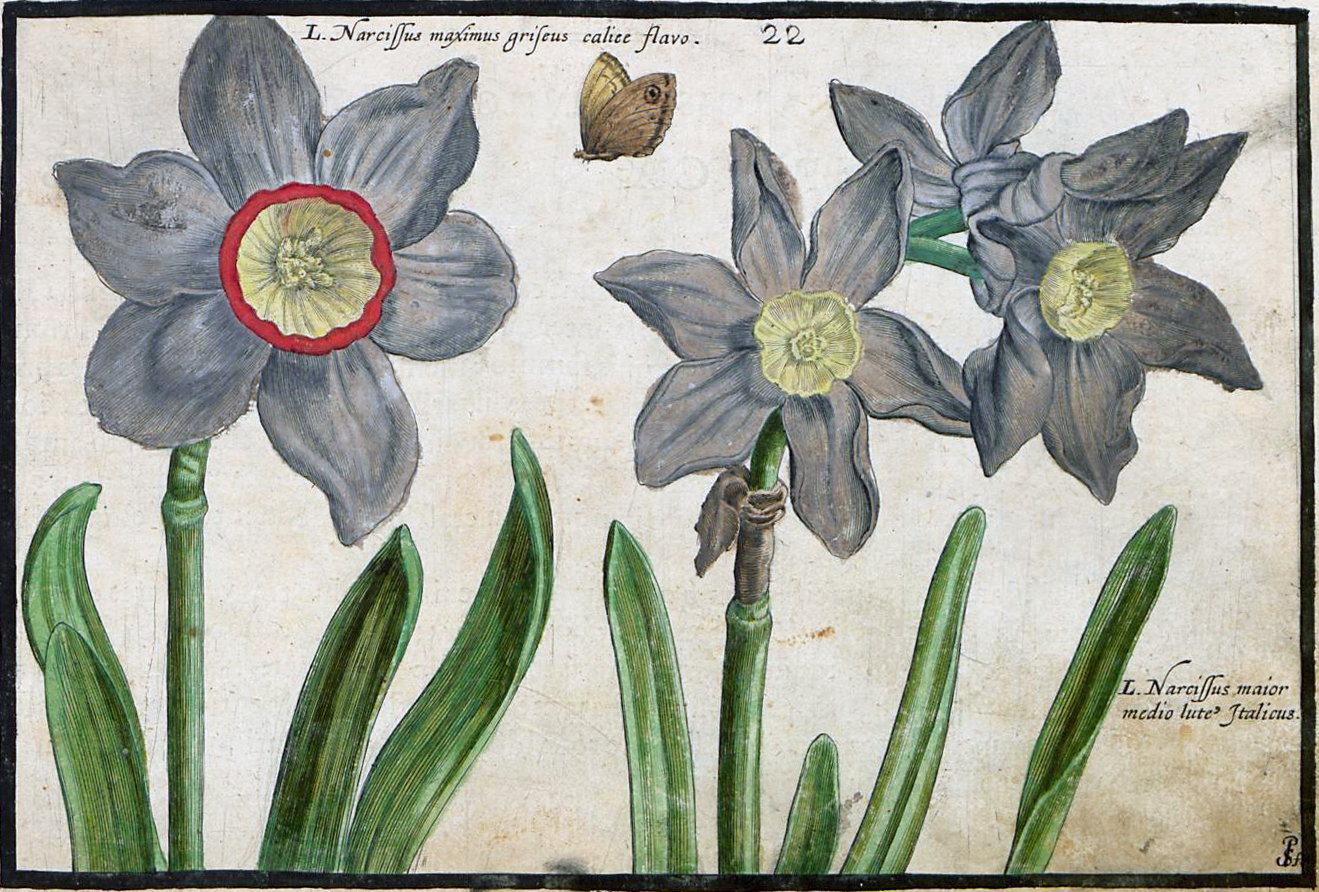
Tafel 22
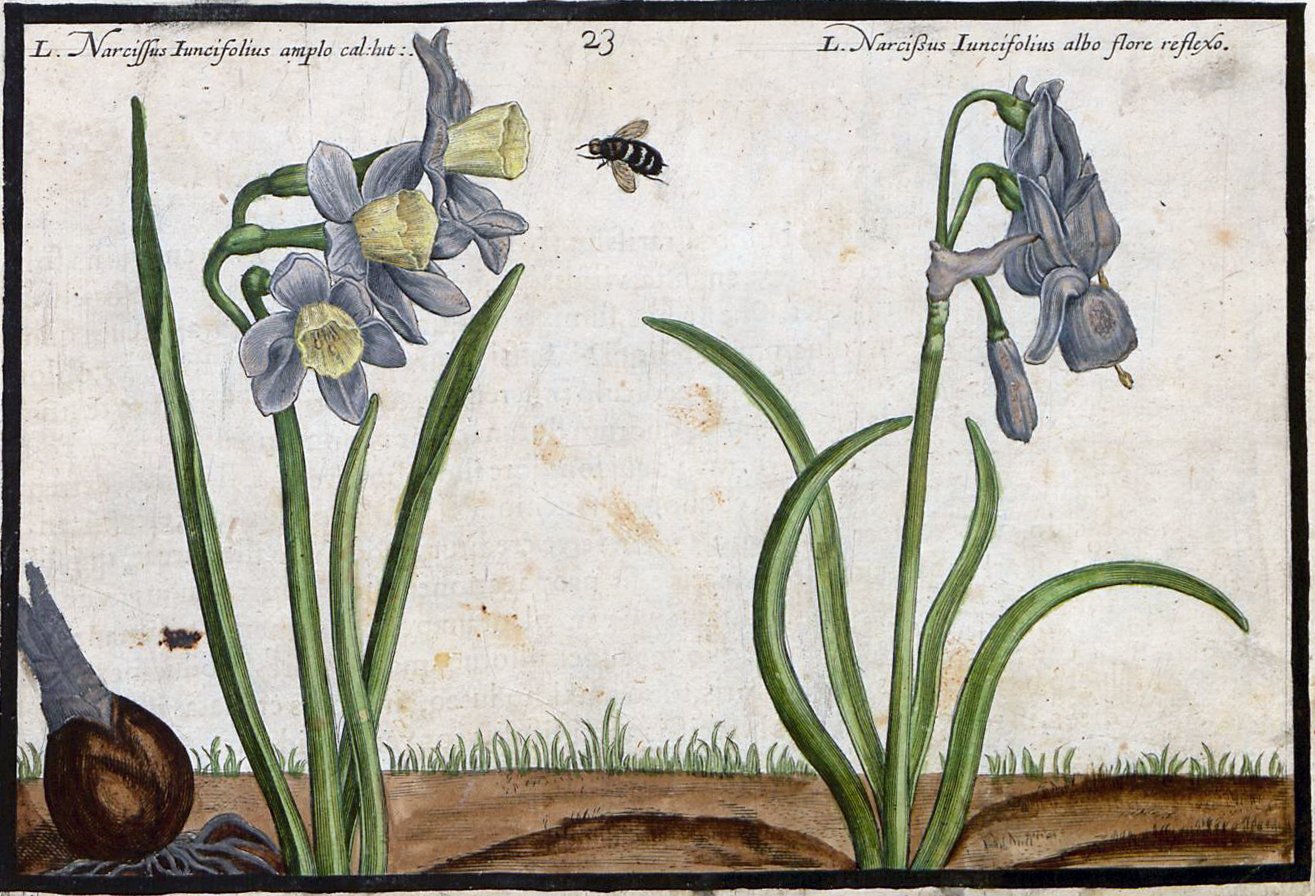
Tafel 23
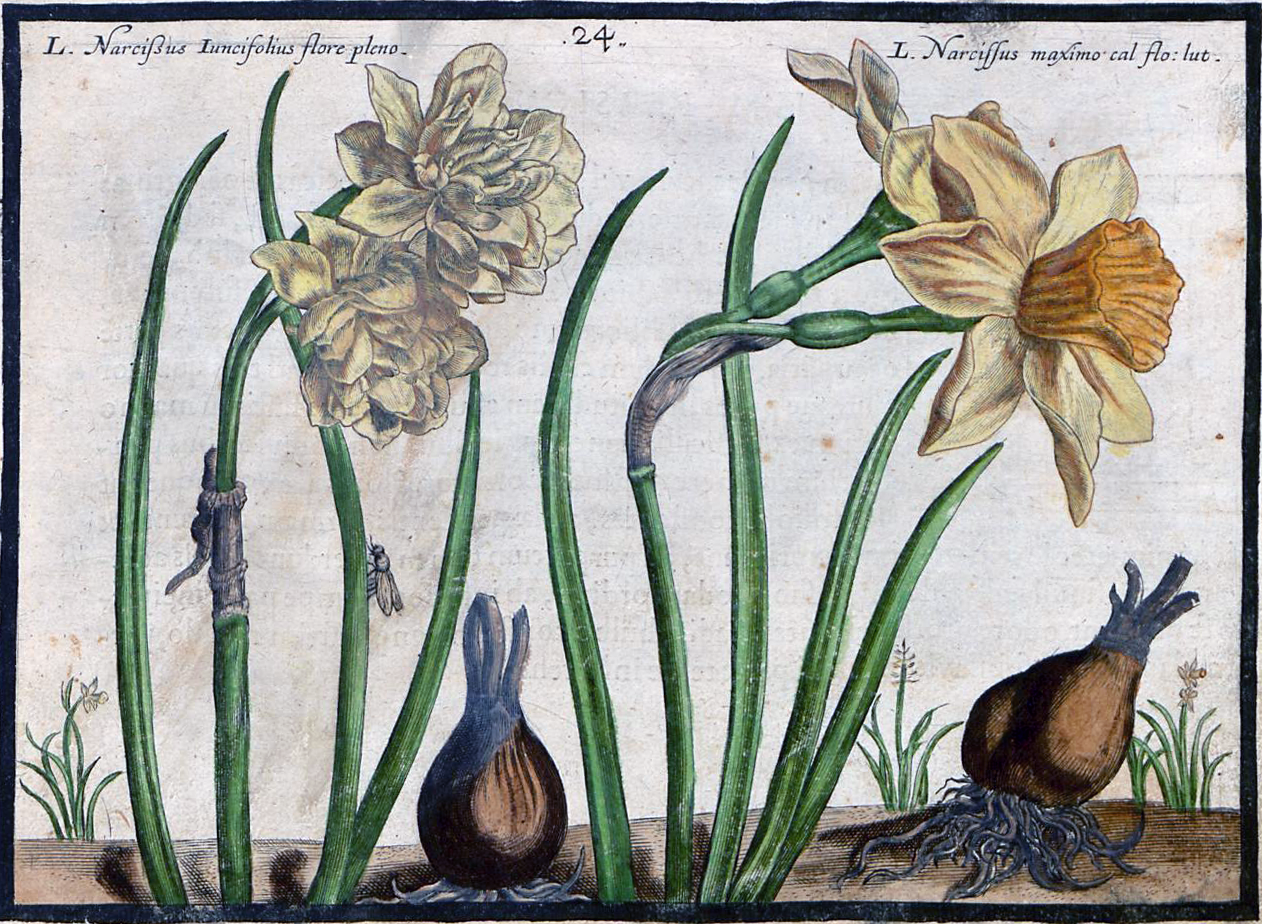
Tafel 24
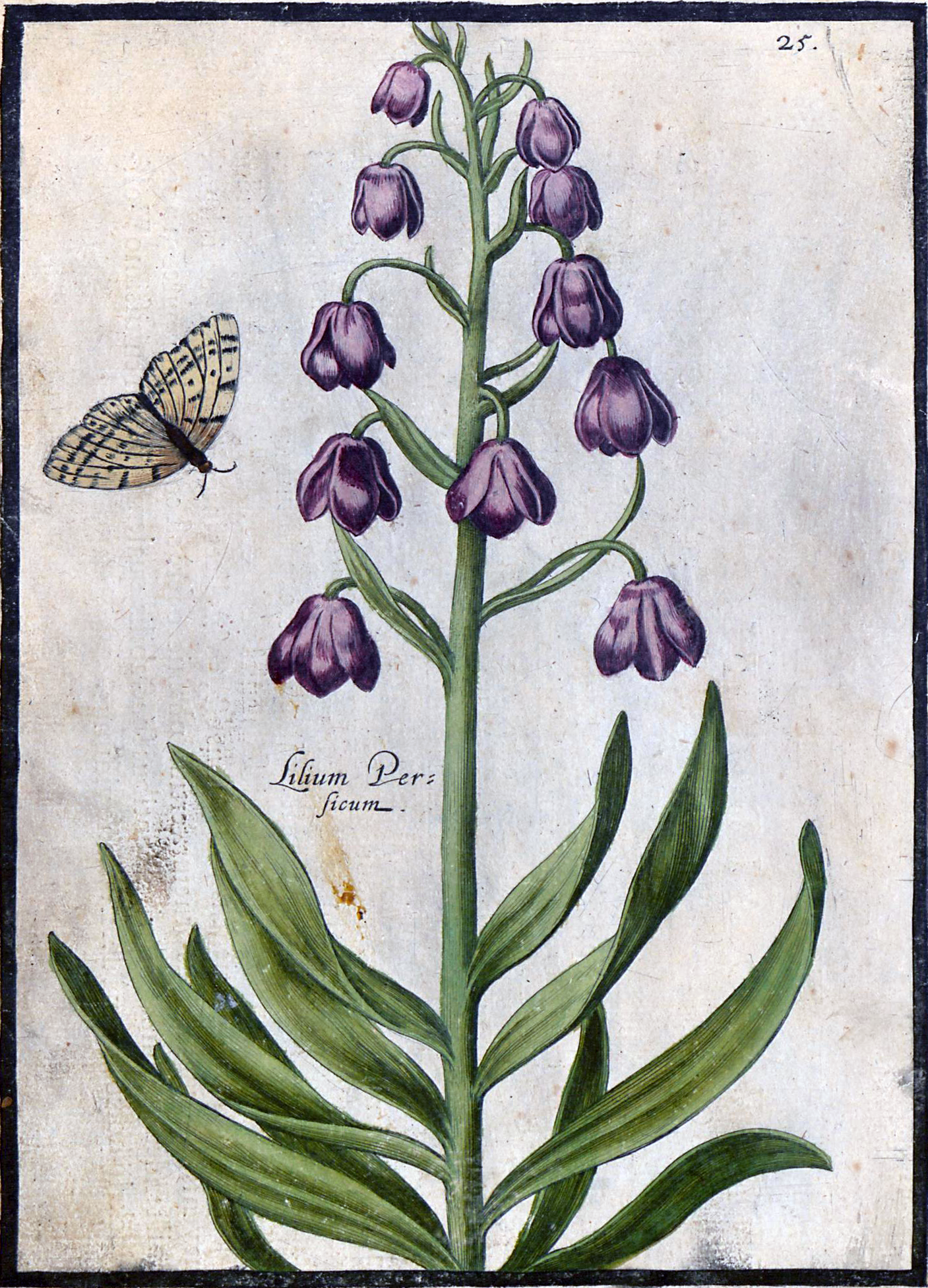
Tafel 25
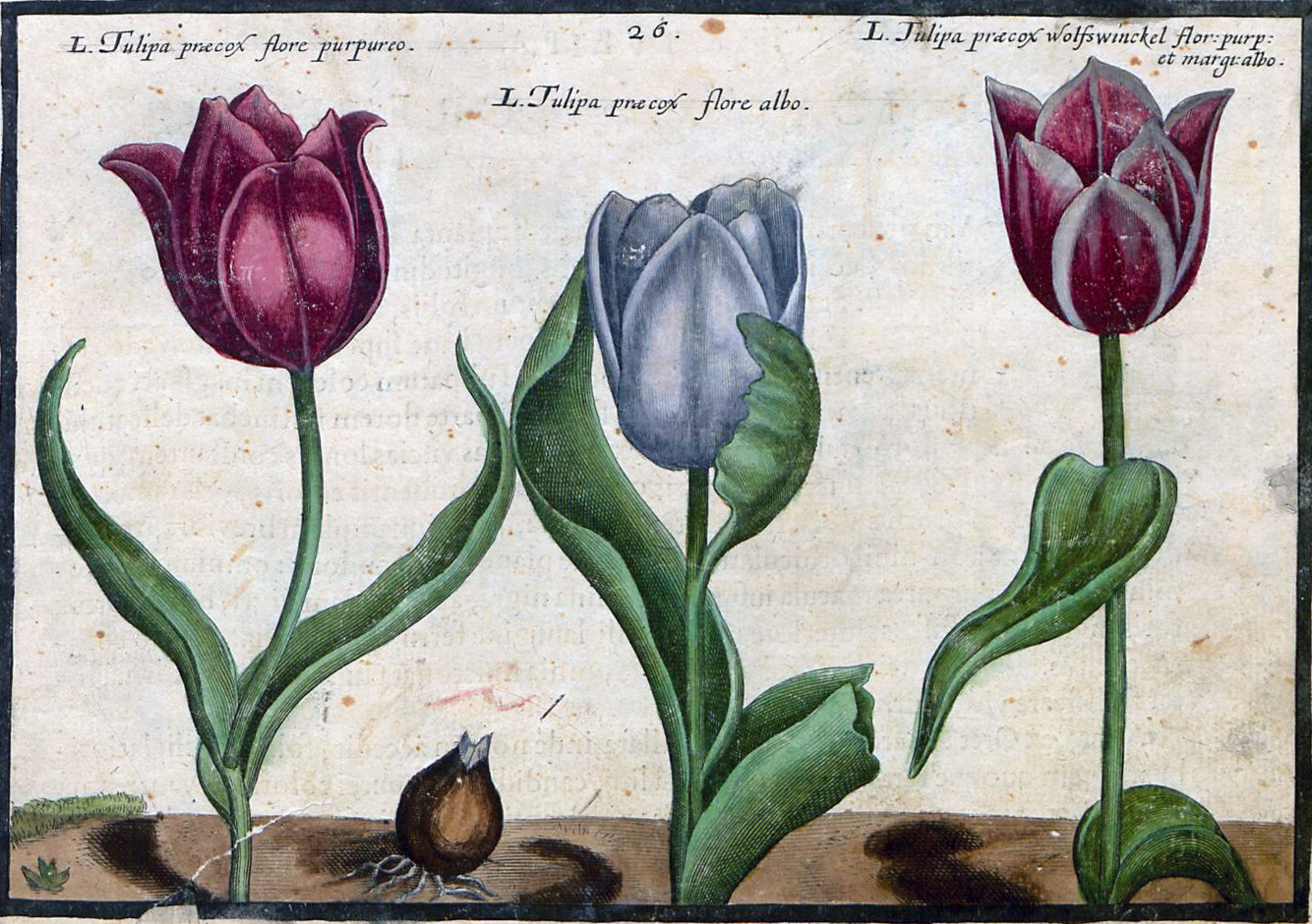
Tafel 26
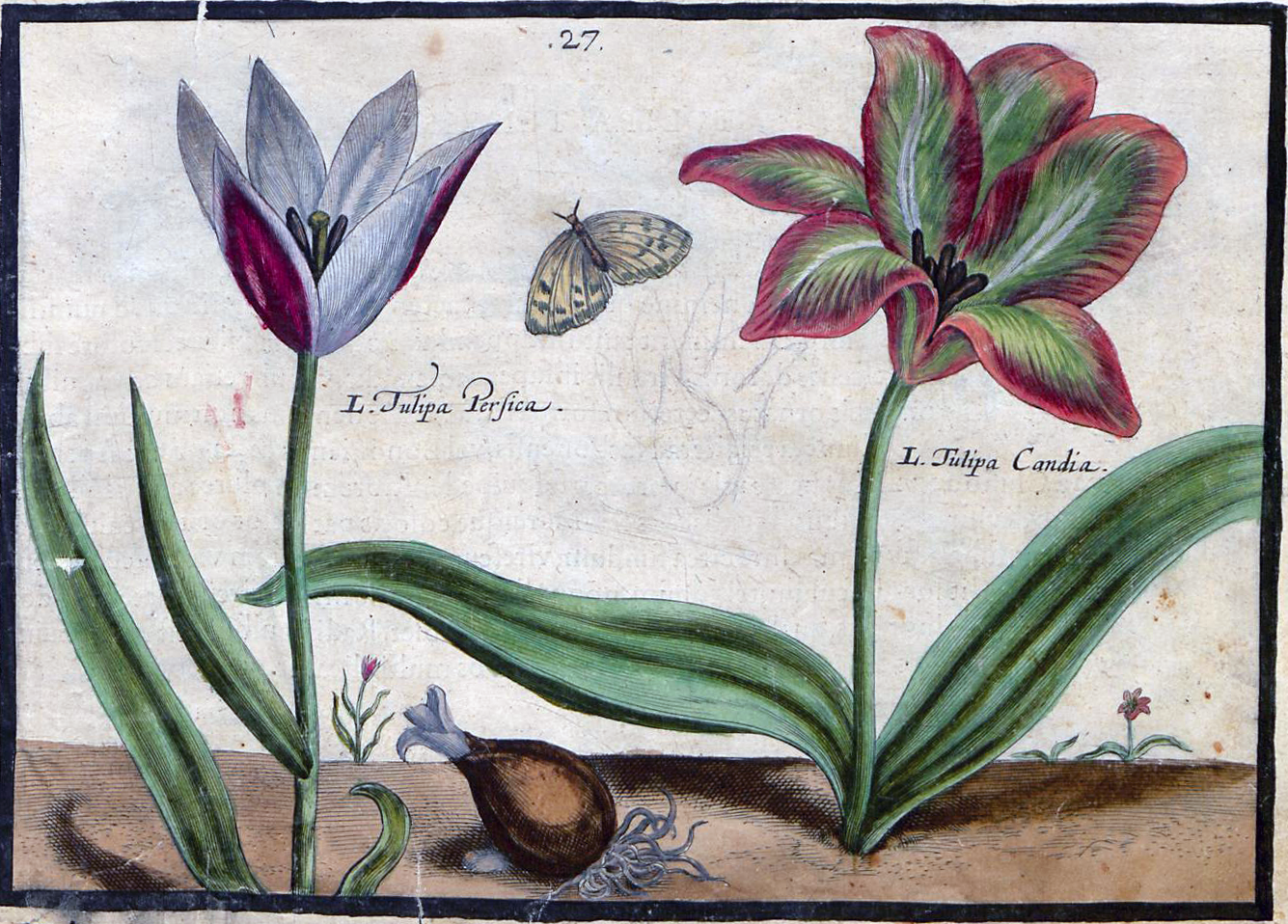
Tafel 27
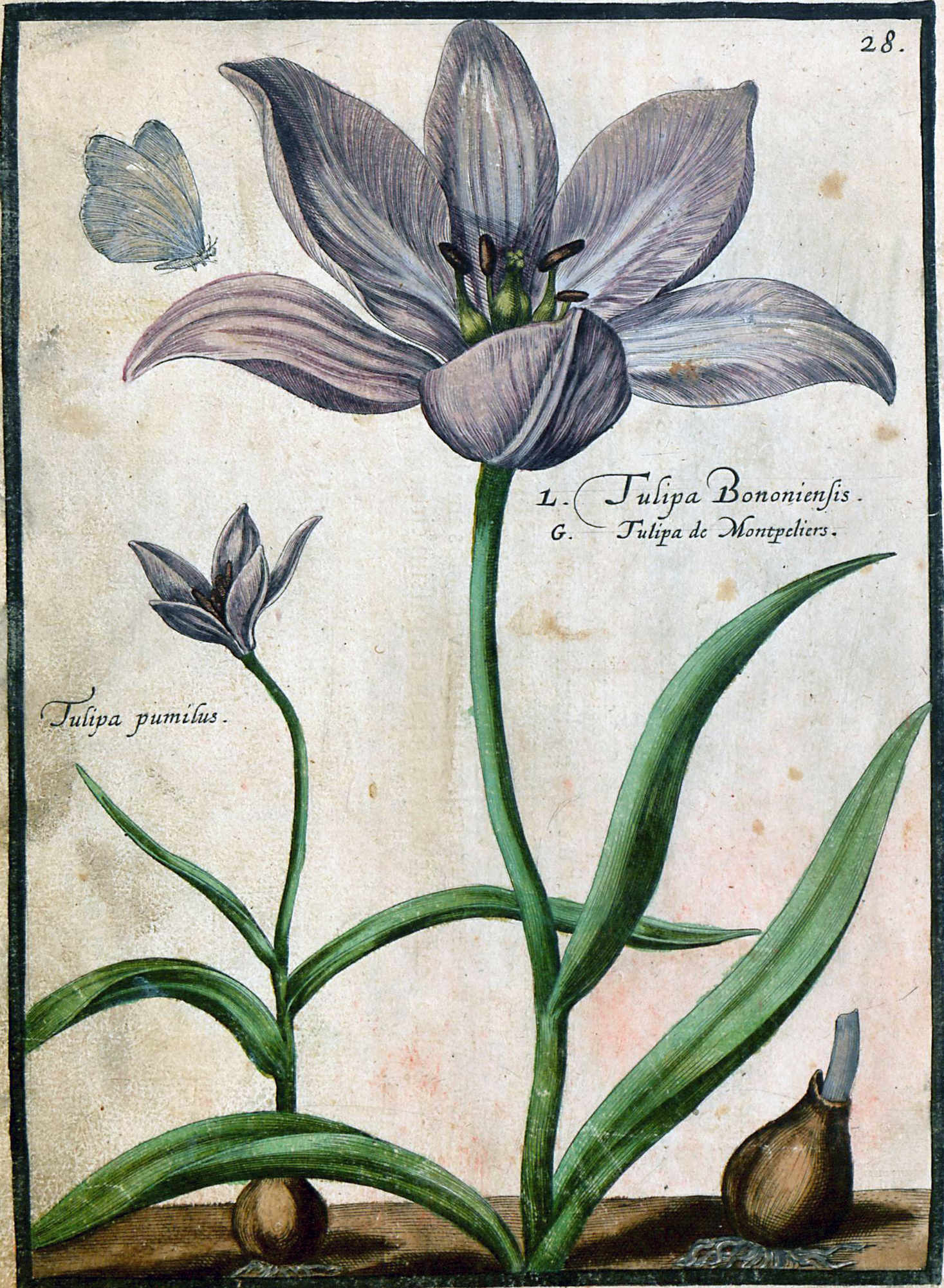
Tafel 28
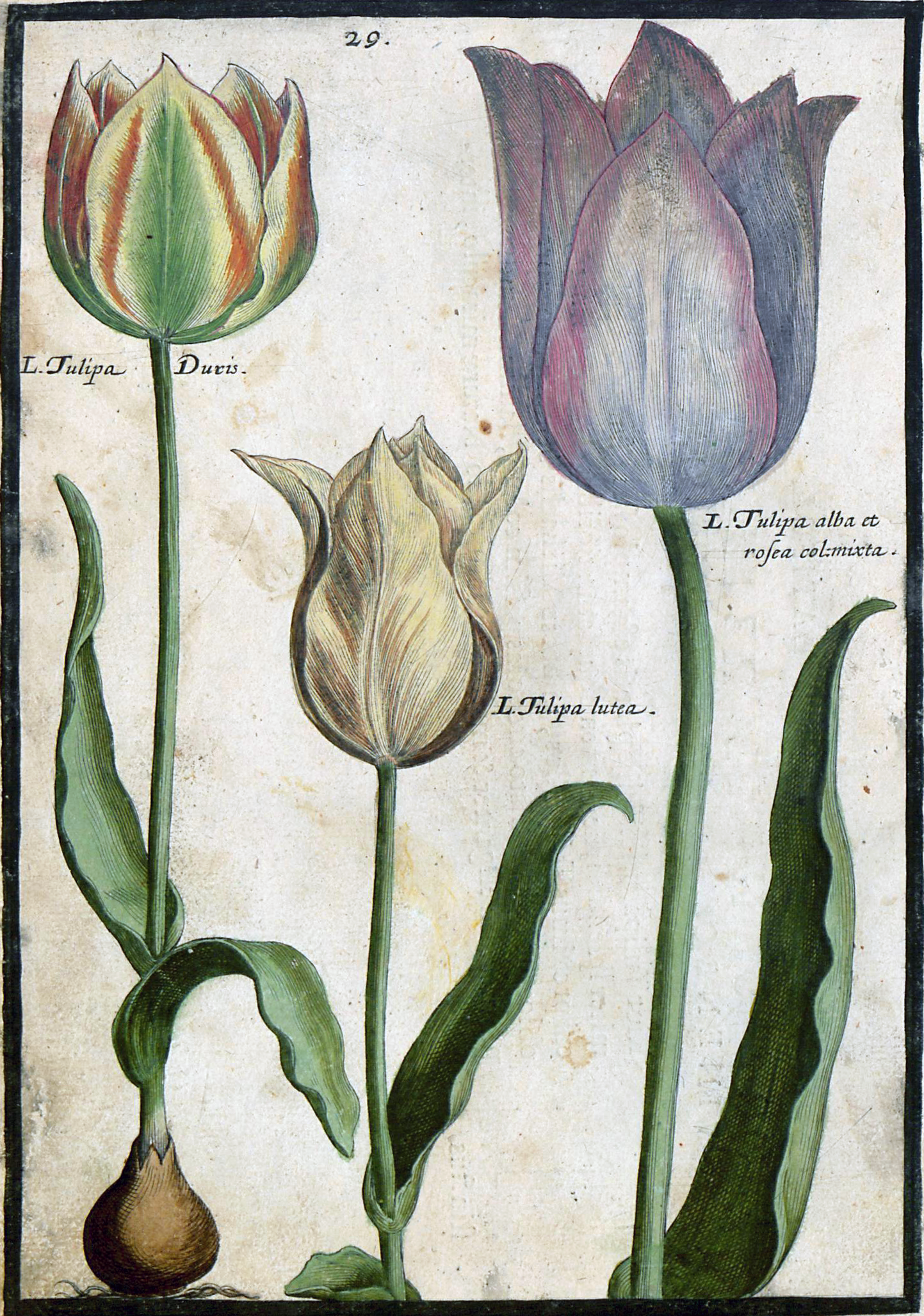
Tafel 29
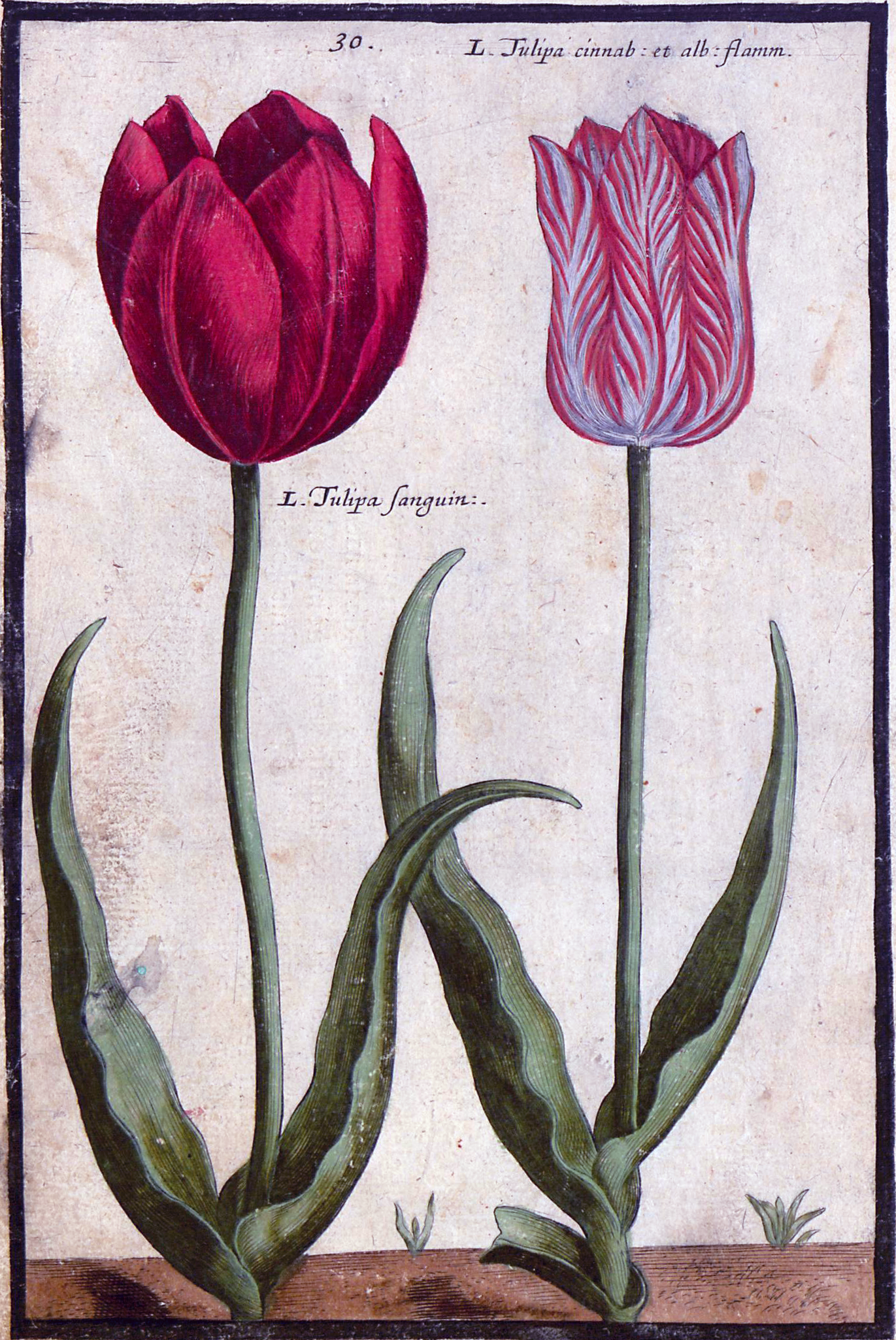
Tafel 30
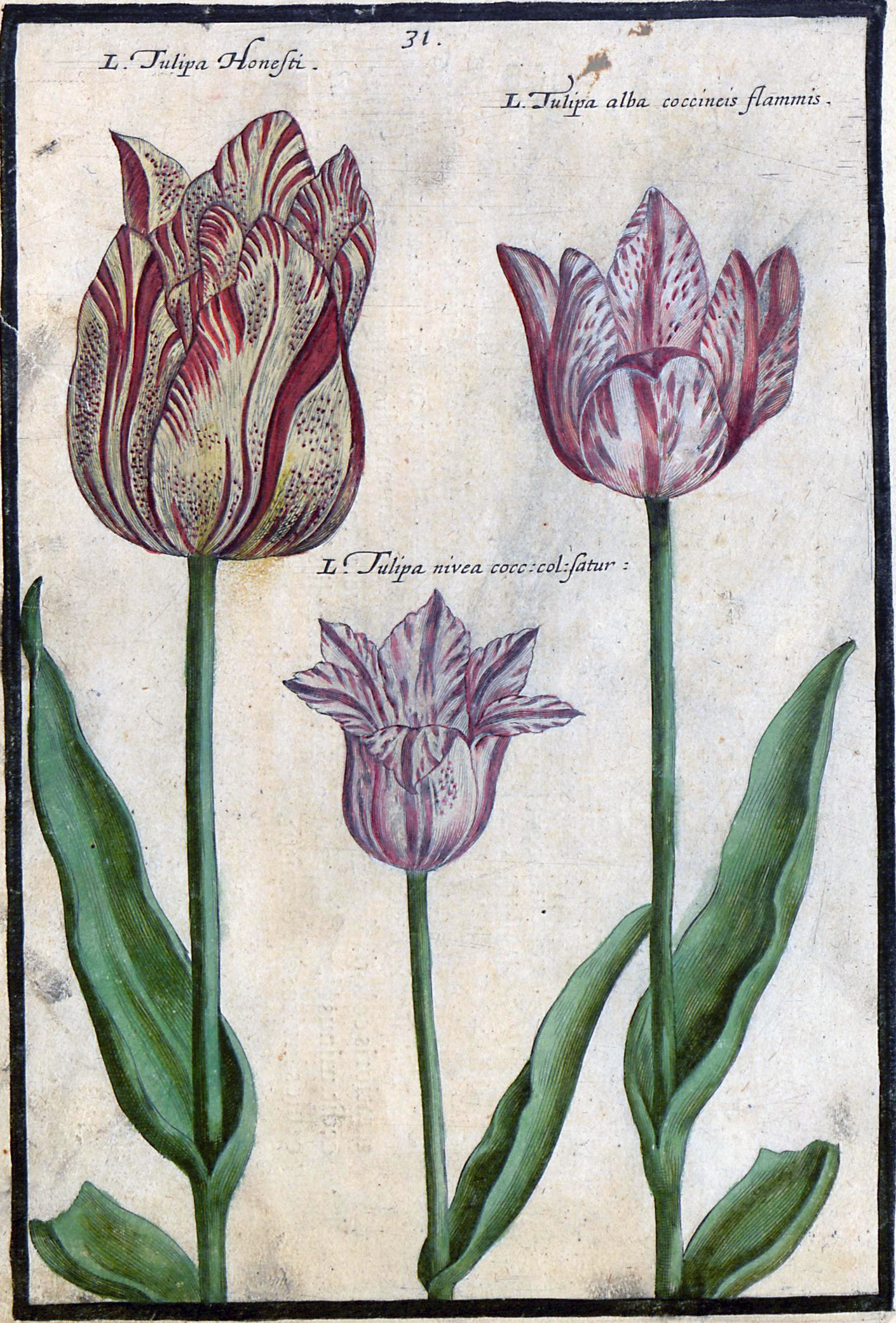
Tafel 31
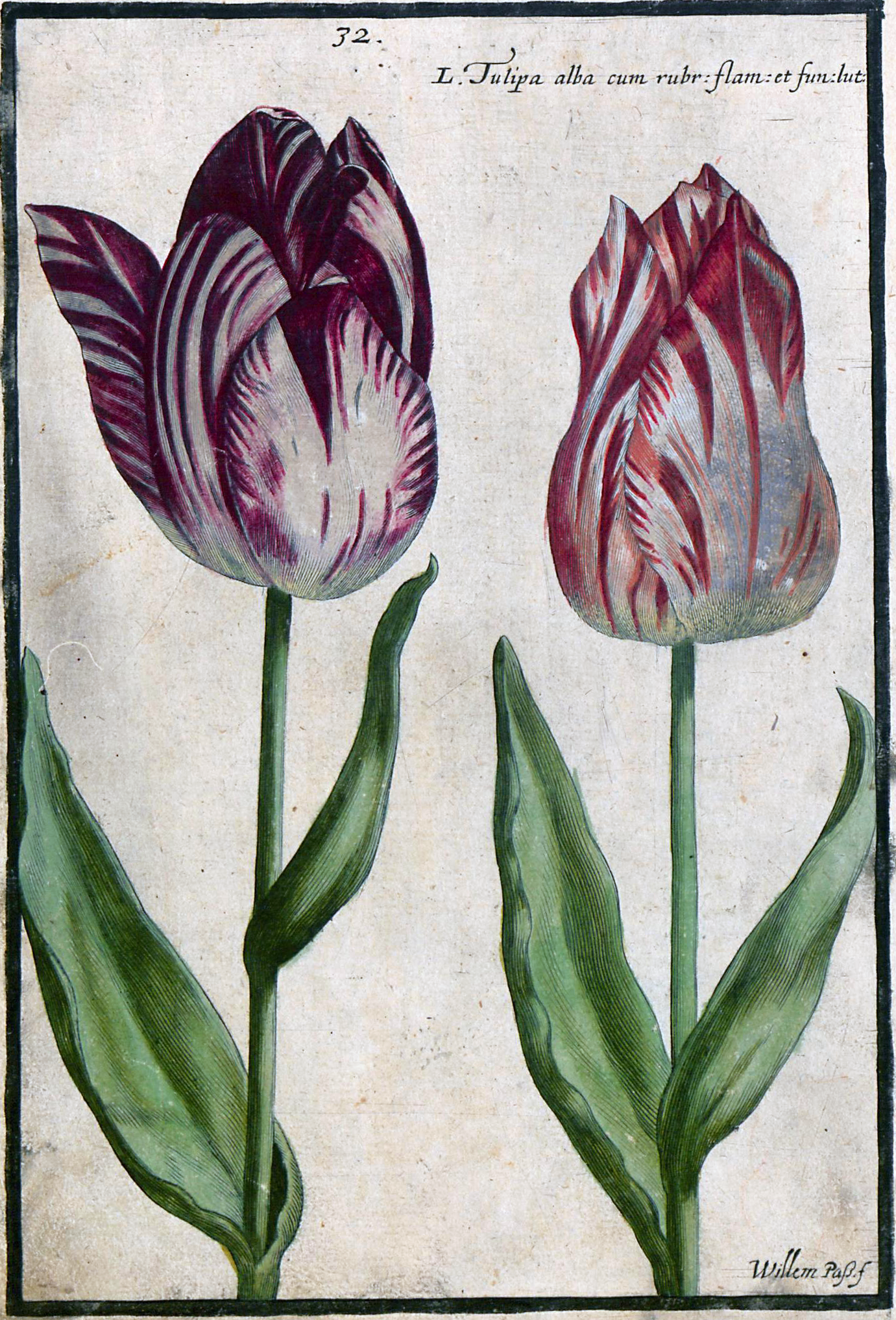
Tafel 32
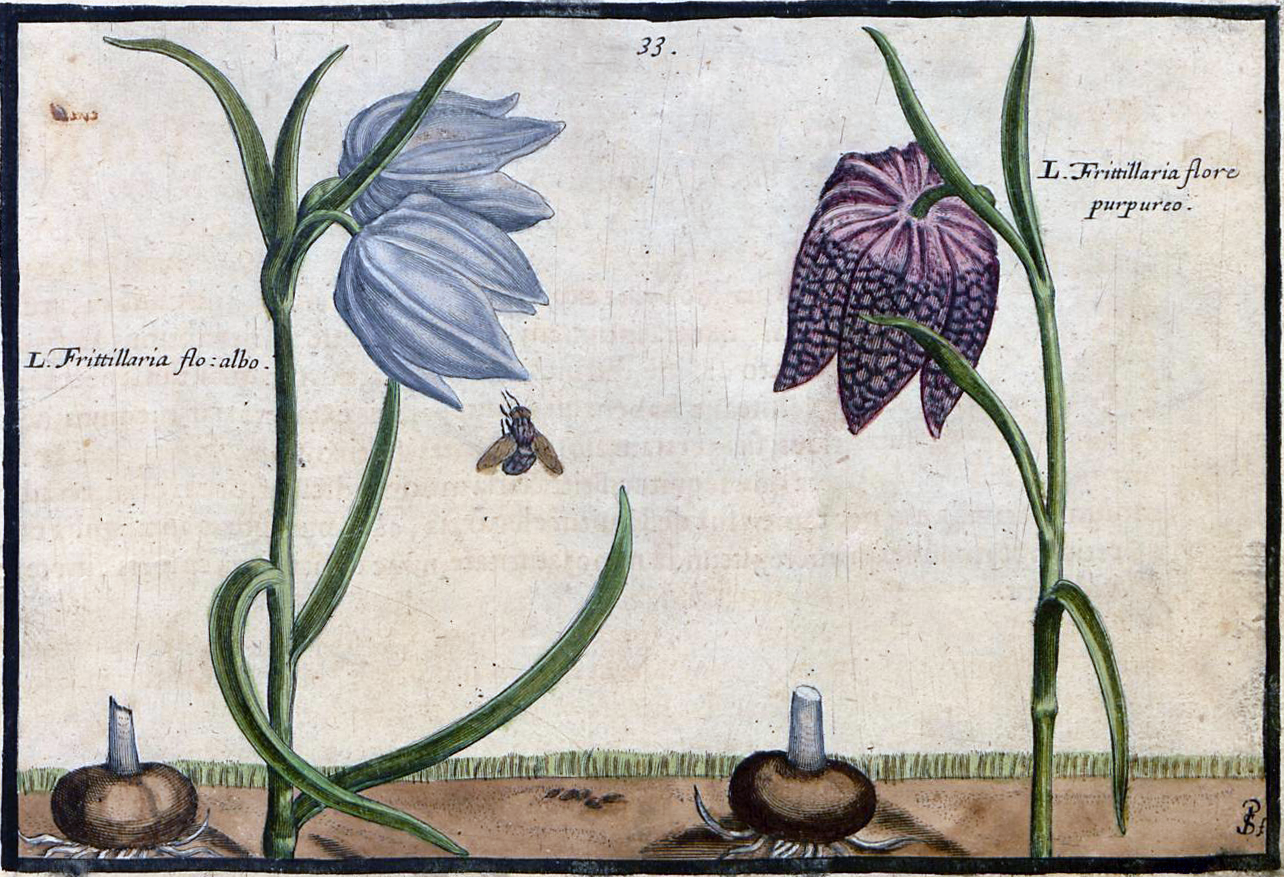
Tafel 33
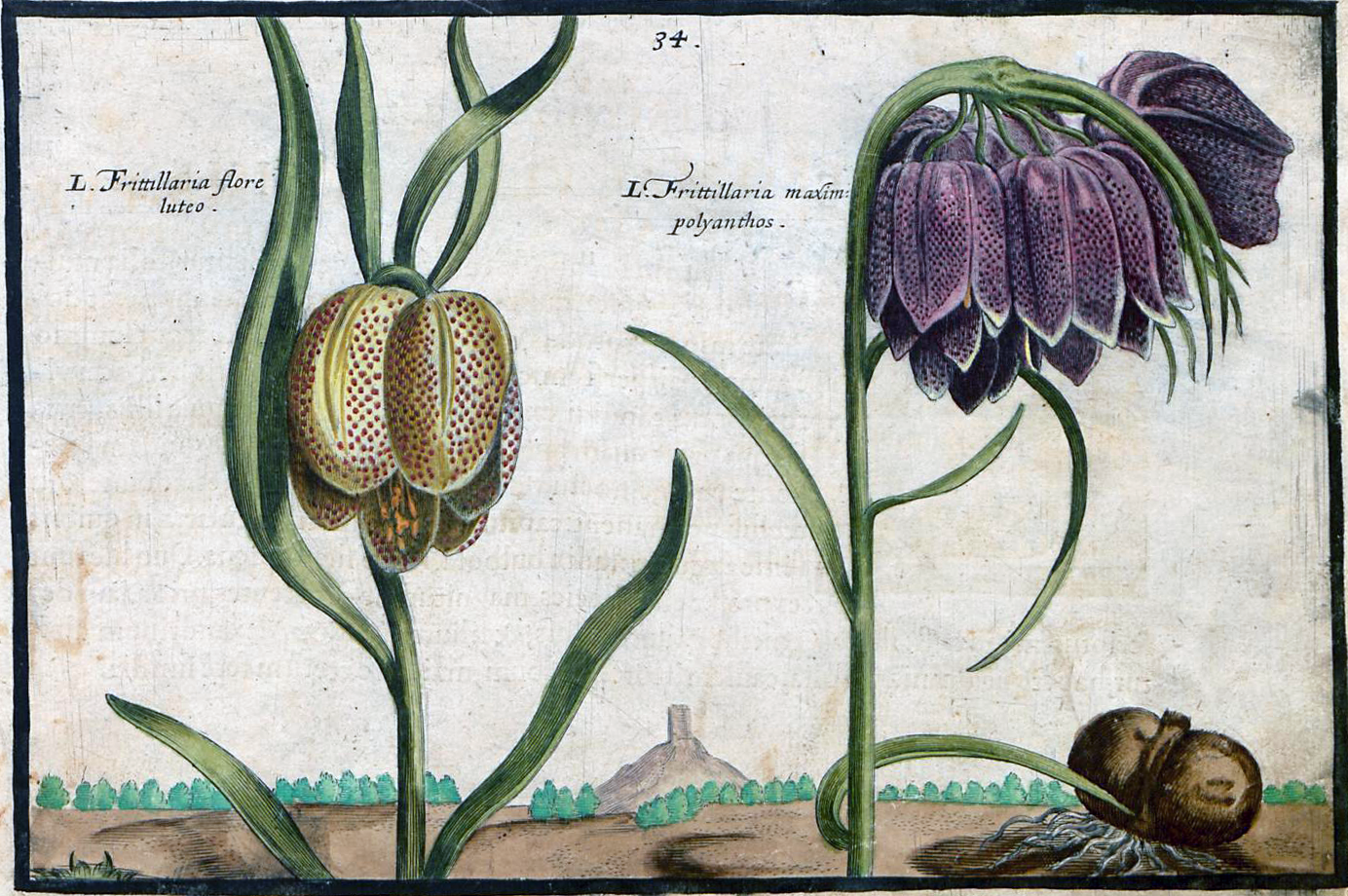
Tafel 34
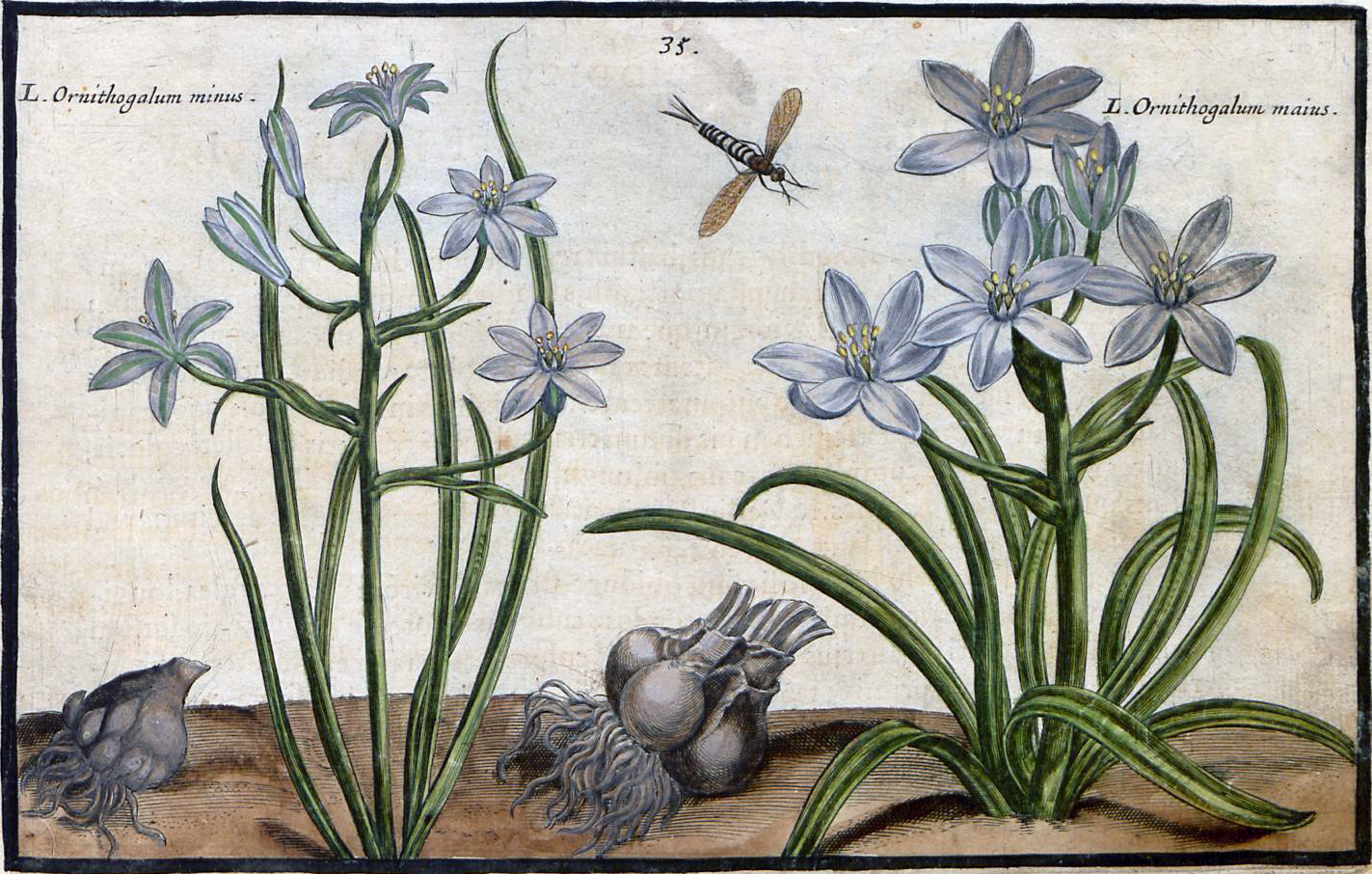
Tafel 35
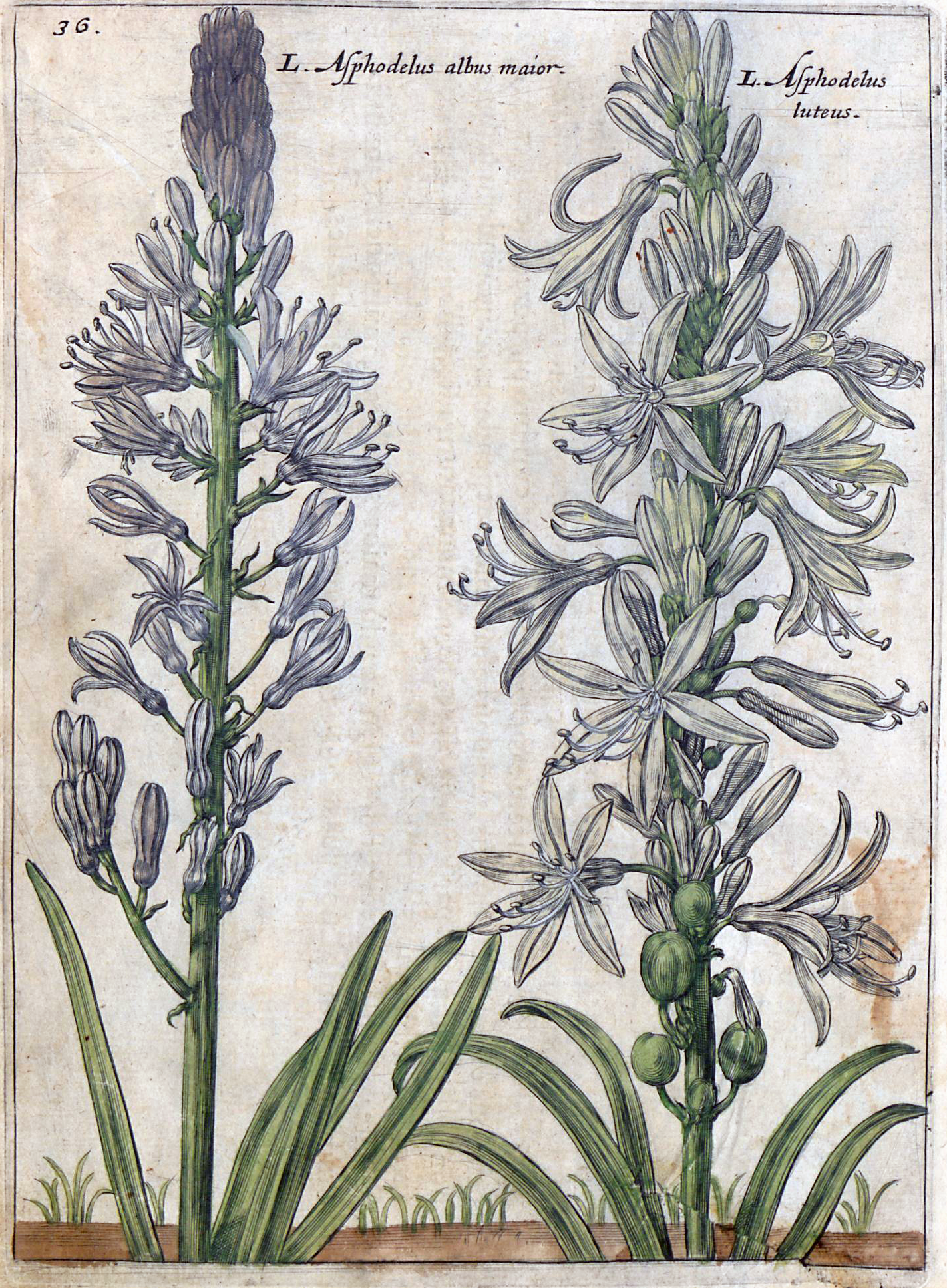
Tafel 36
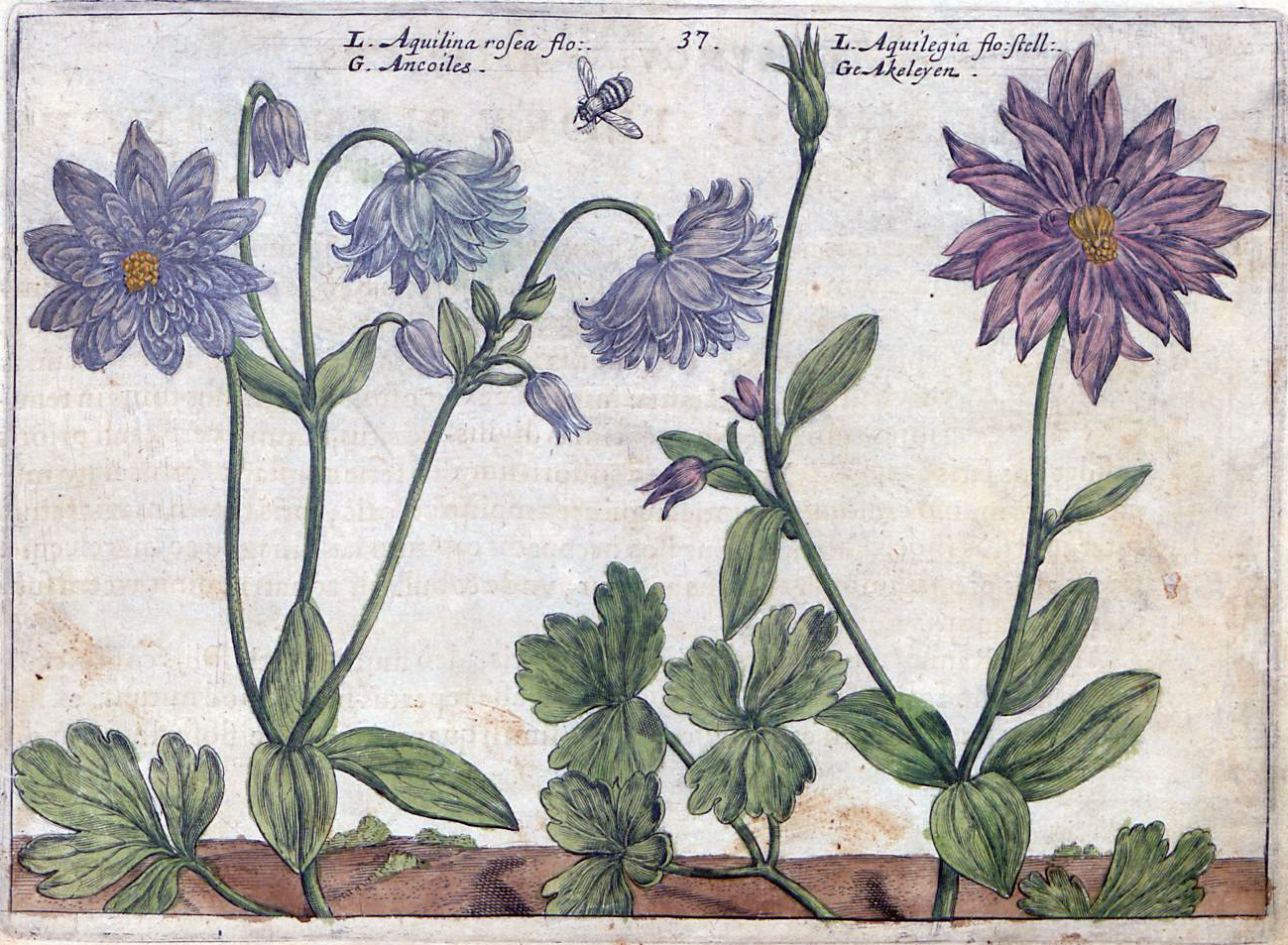
Tafel 37
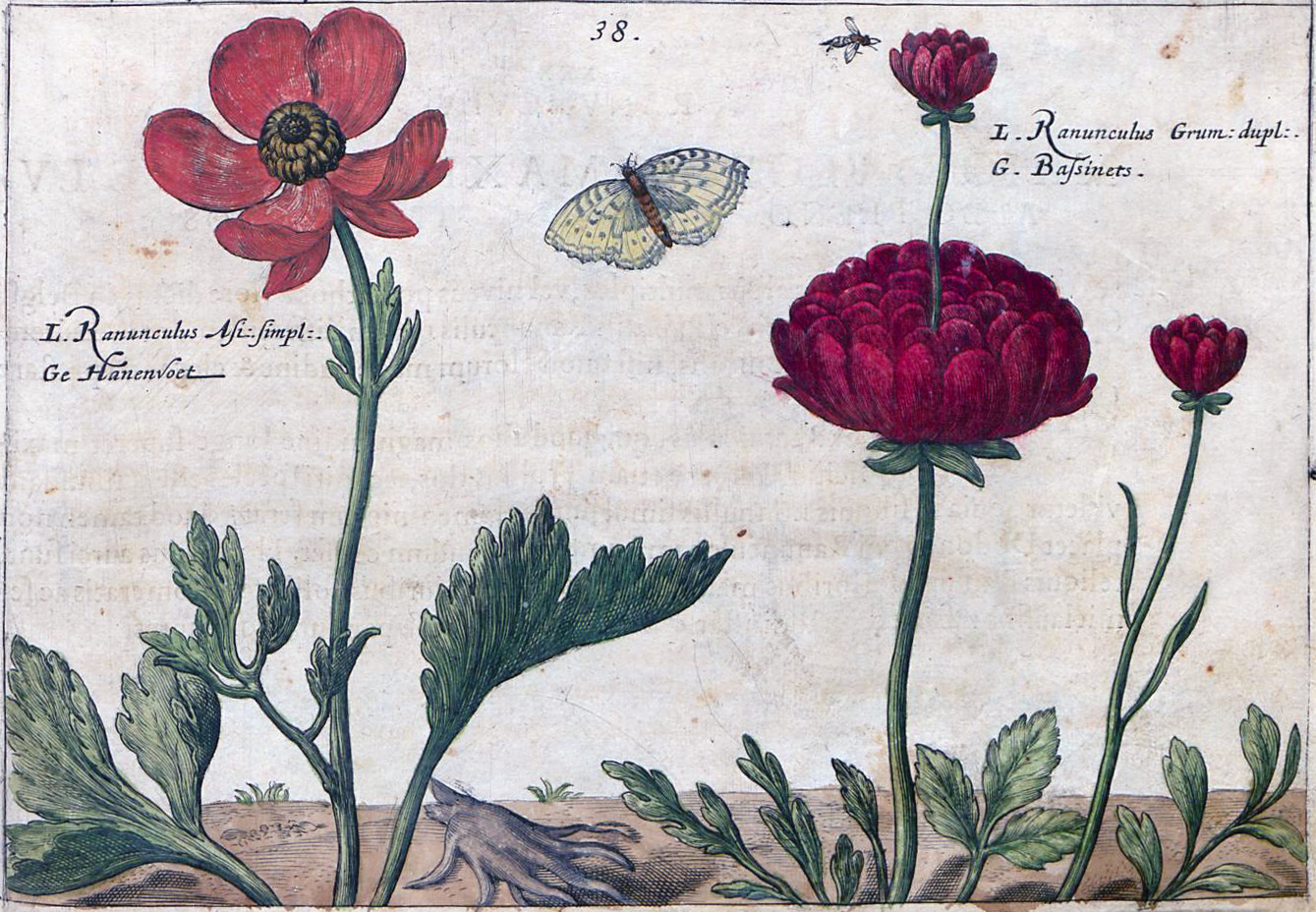
Tafel 38
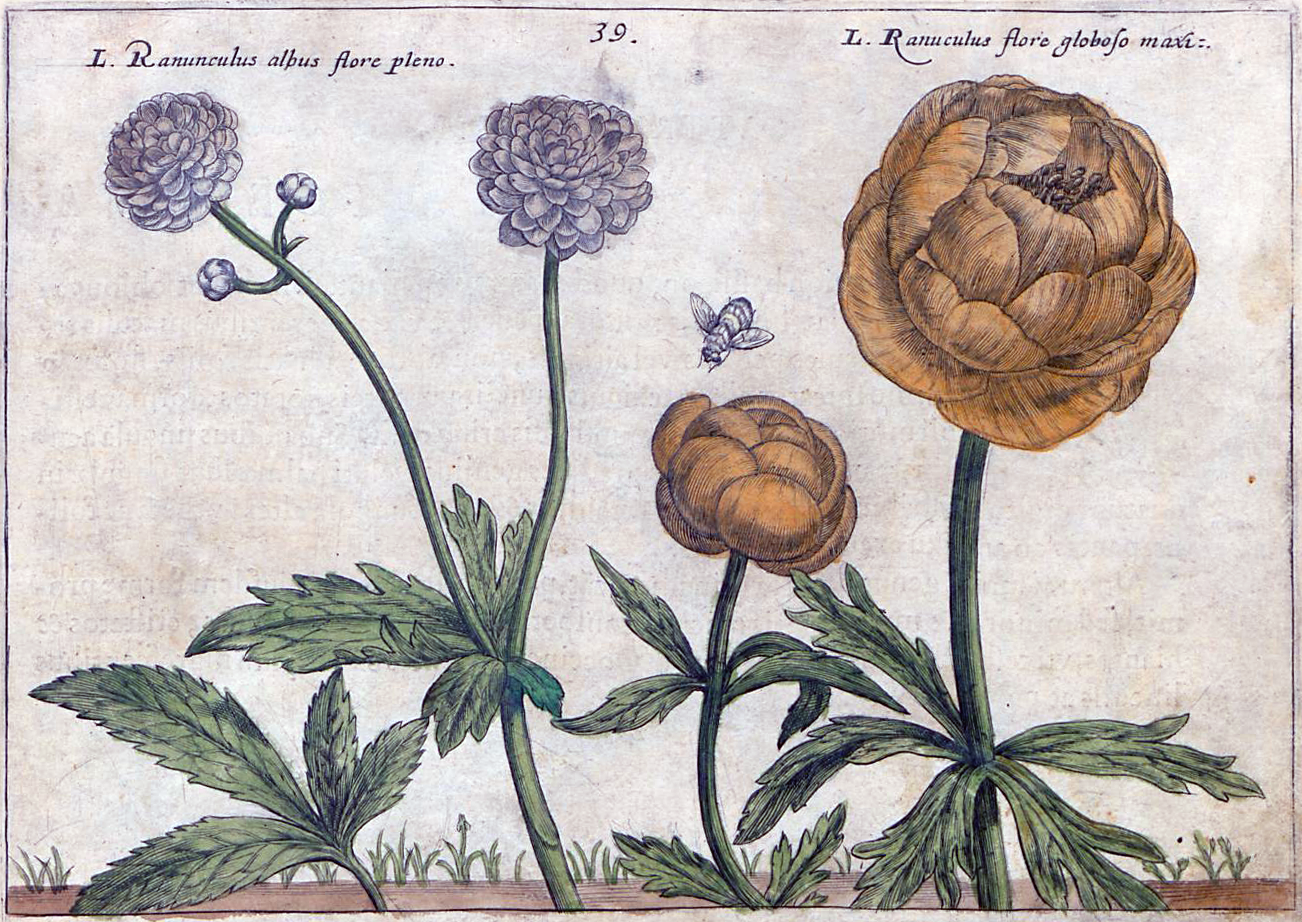
Tafel 39
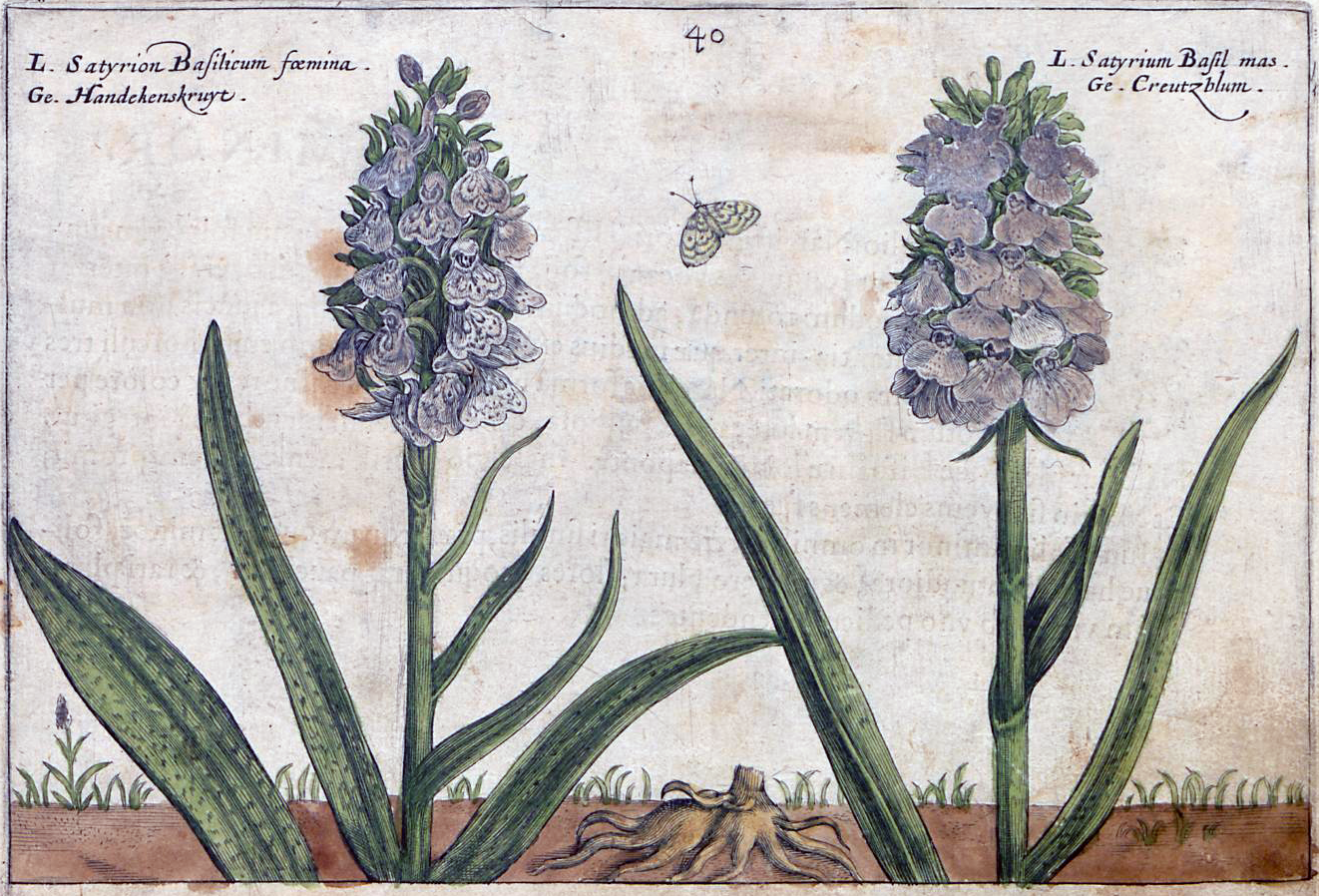
Tafel 40
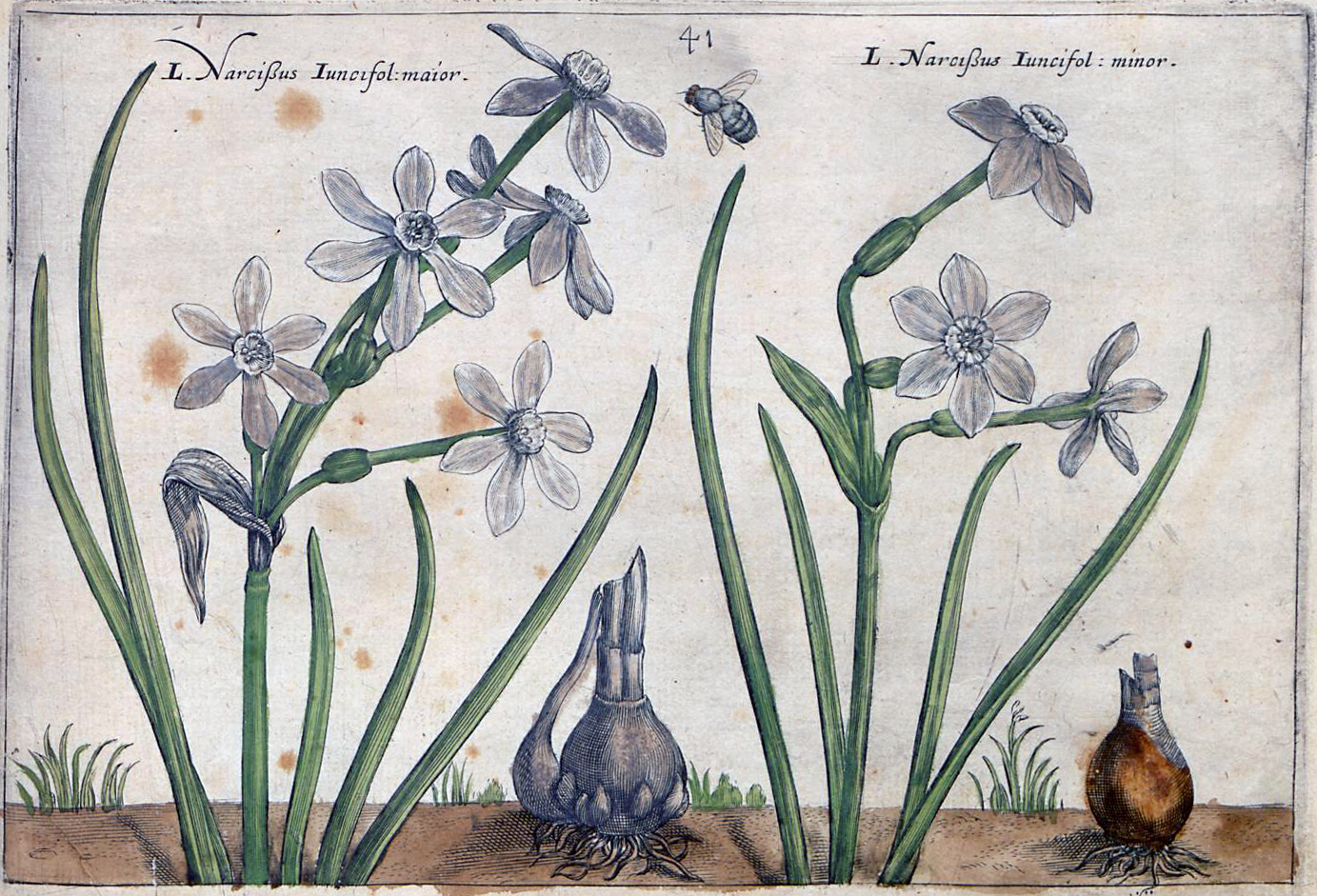
Tafel 41

Hortus floridus, Sommer
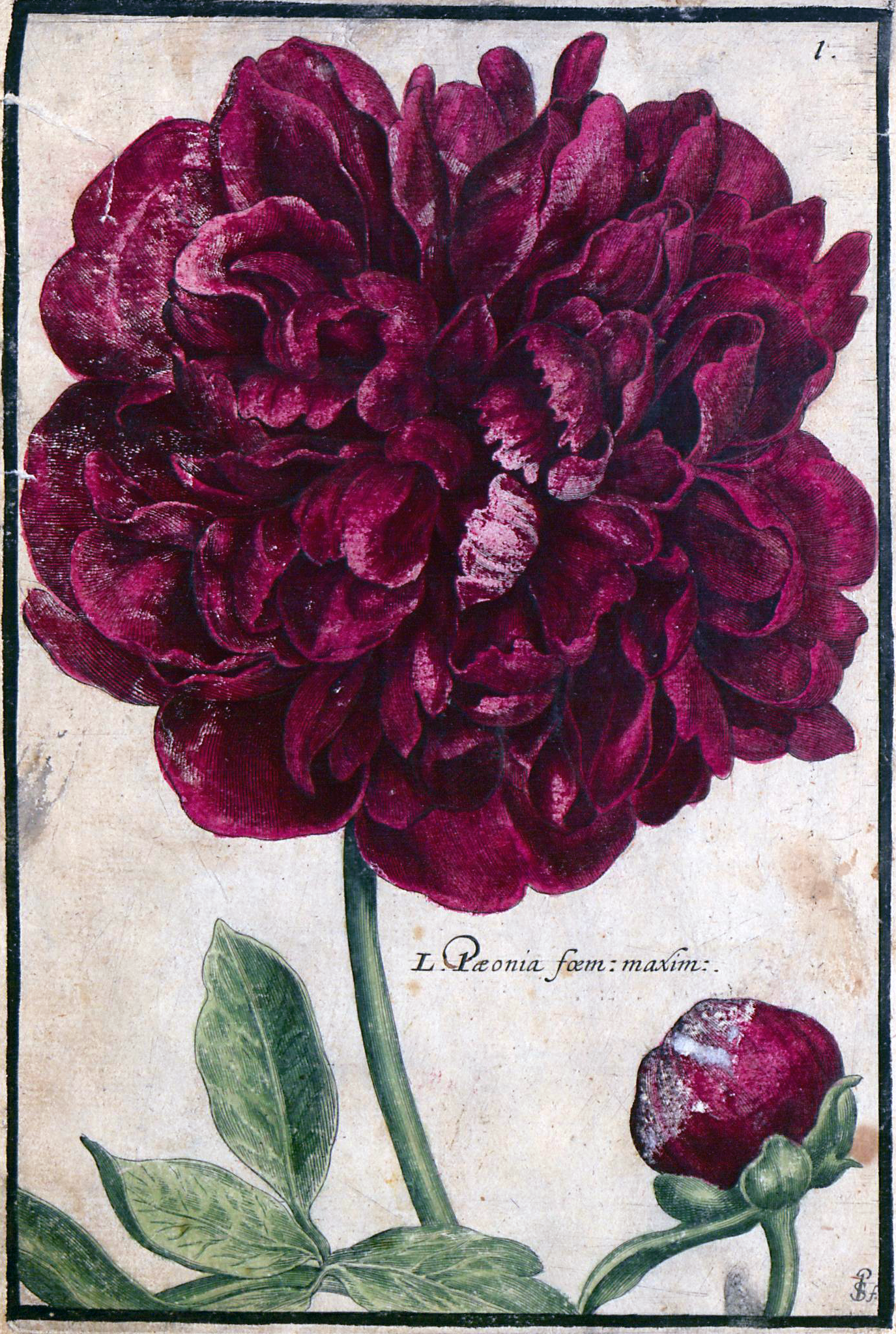
Tafel 1
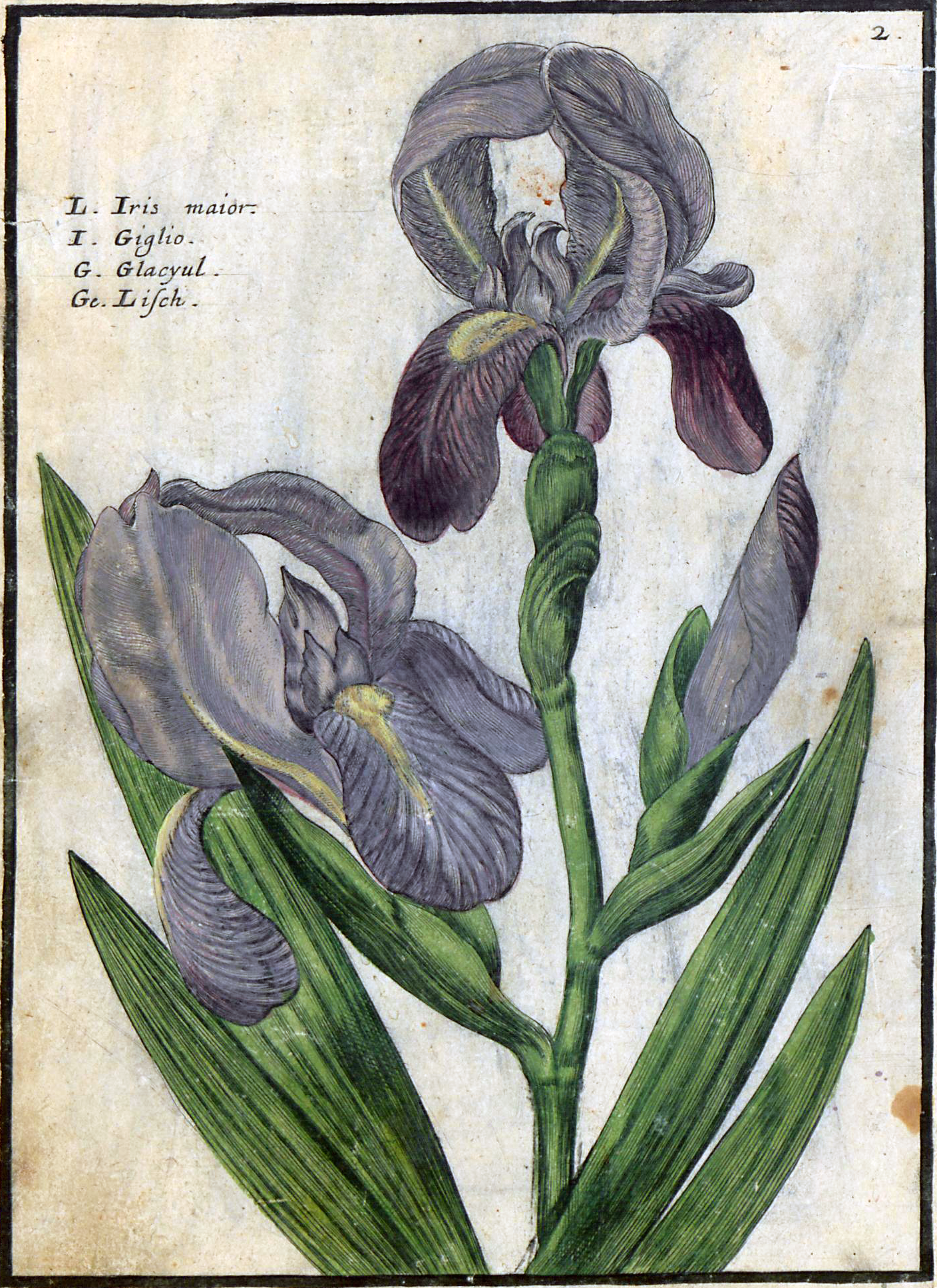
Tafel 2
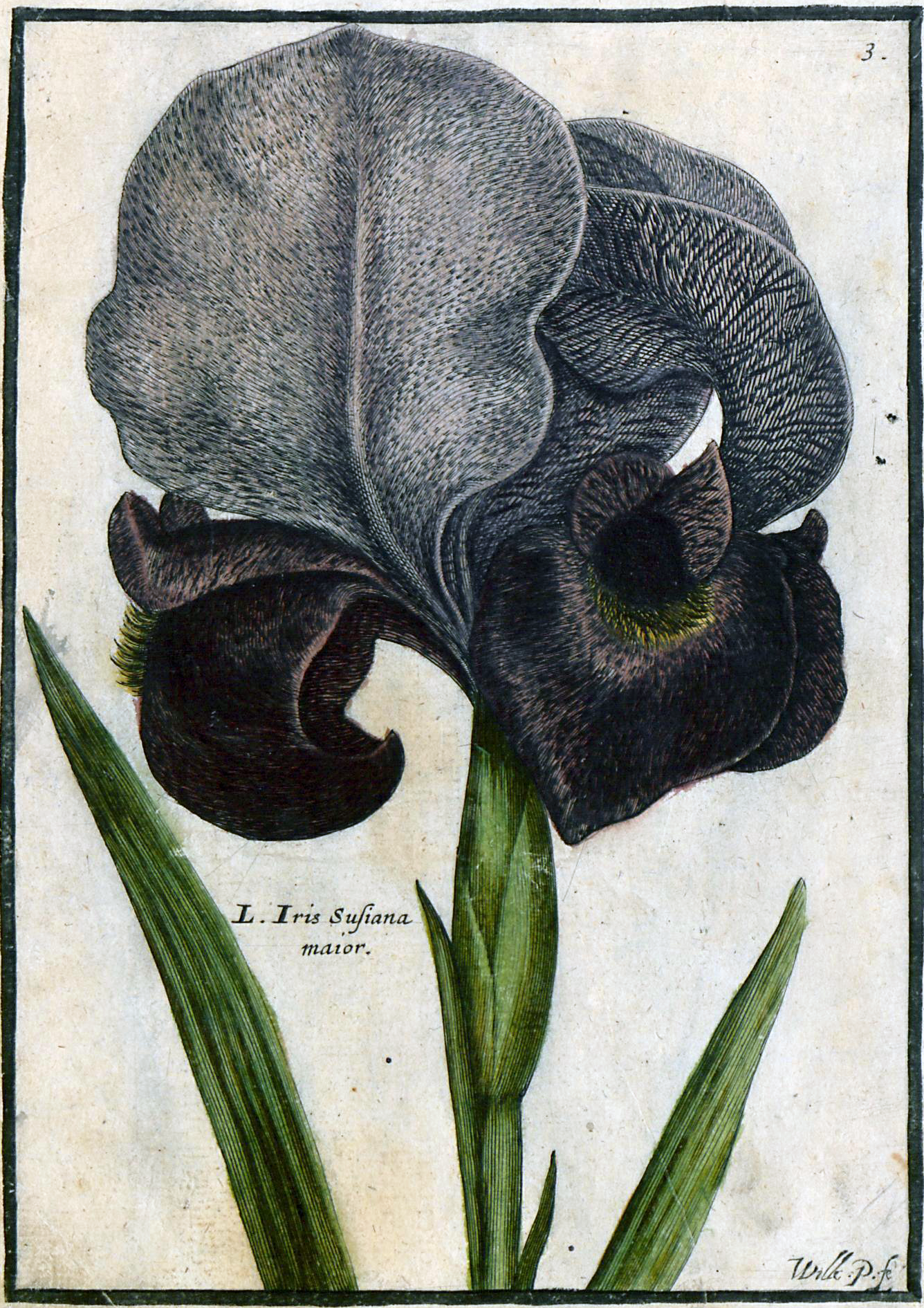
Tafel 3
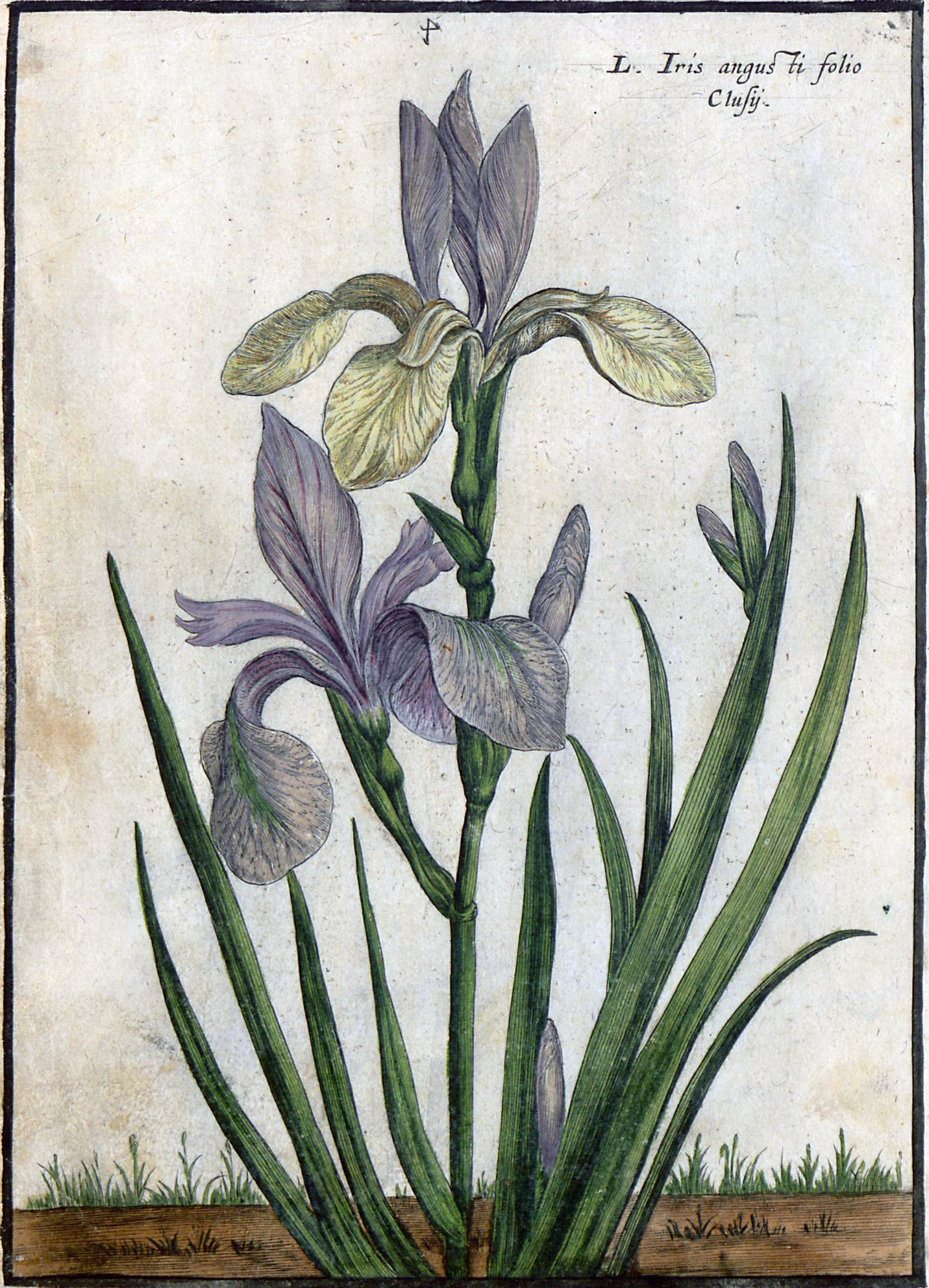
Tafel 4
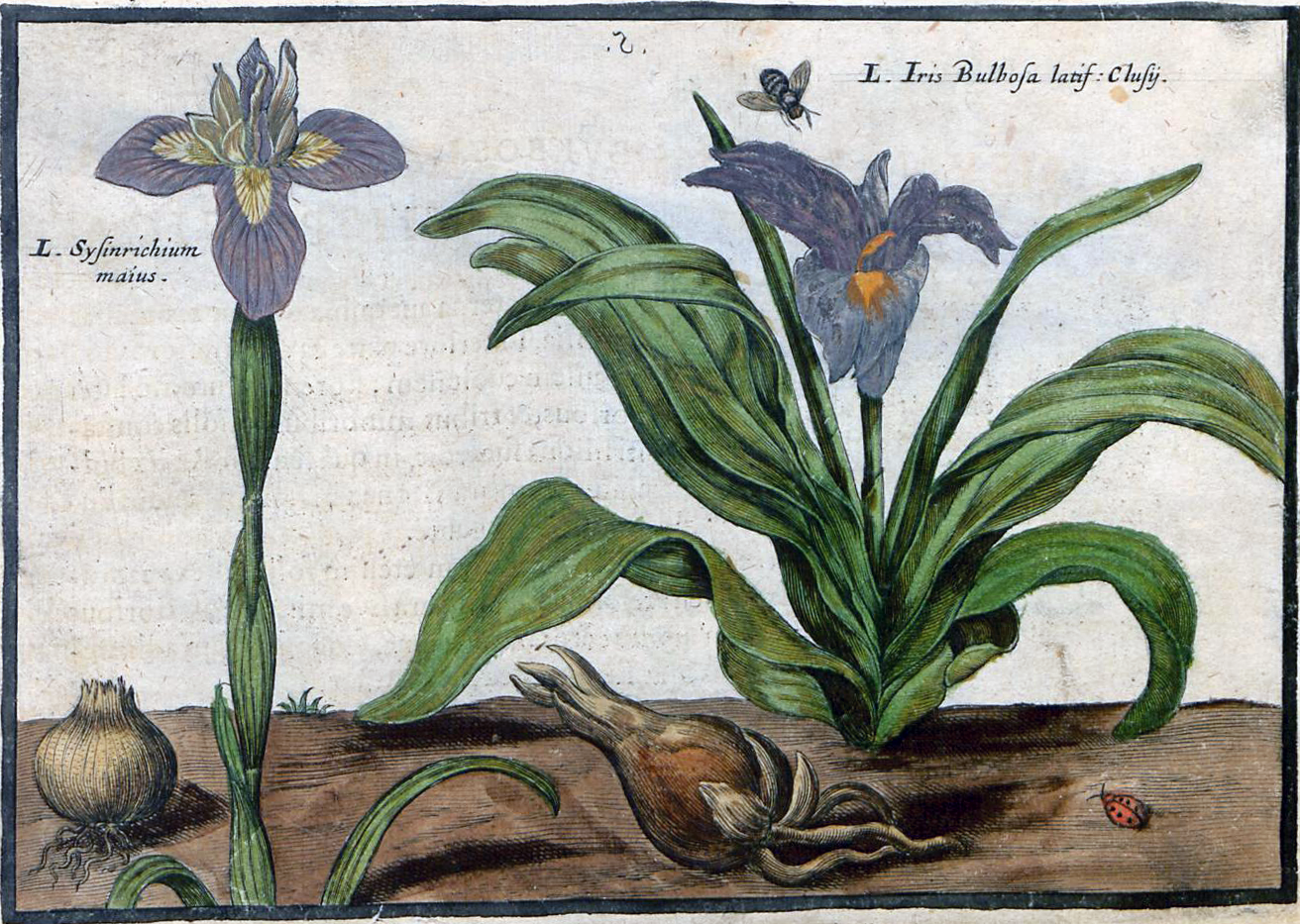
Tafel 5
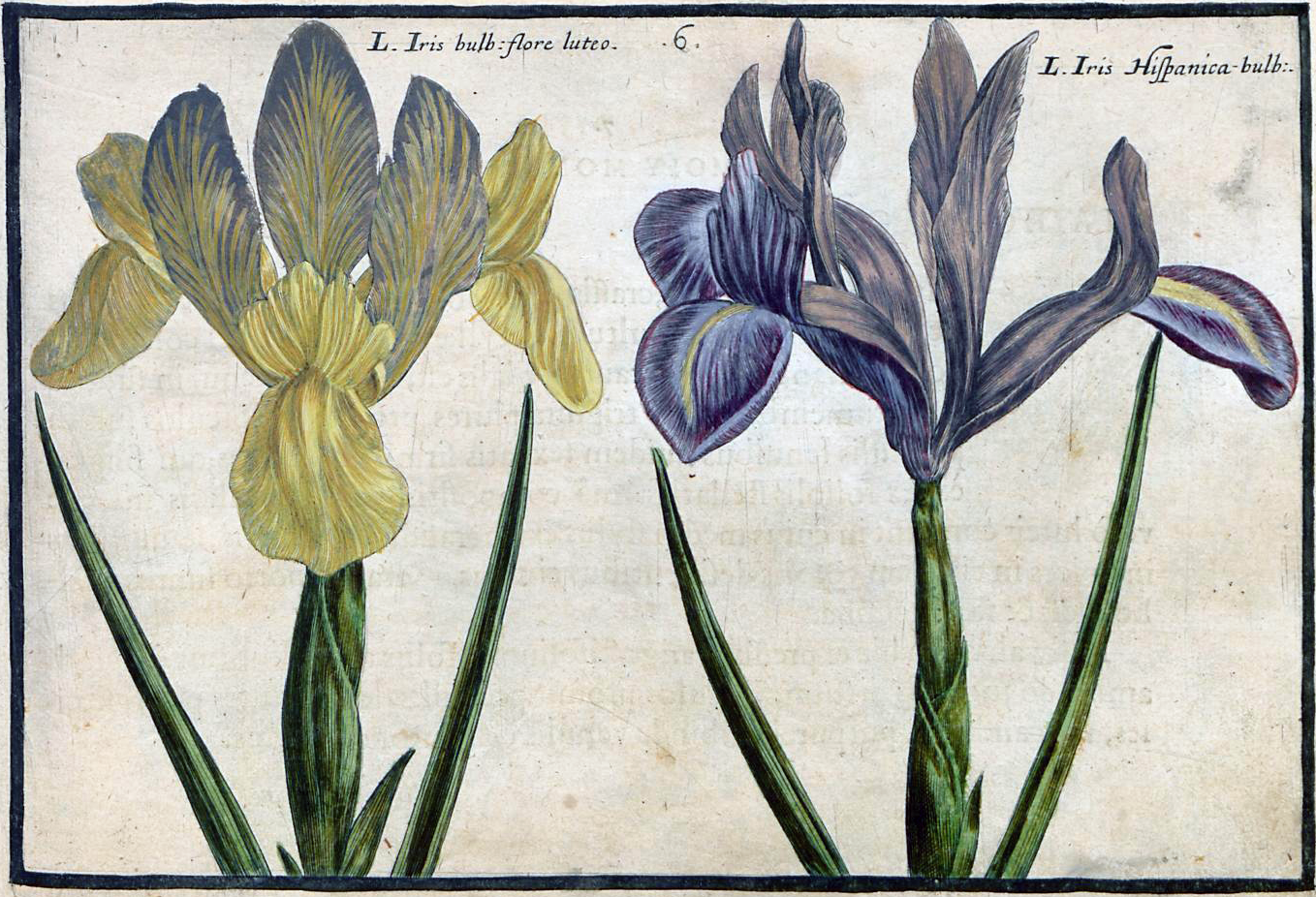
Tafel 6
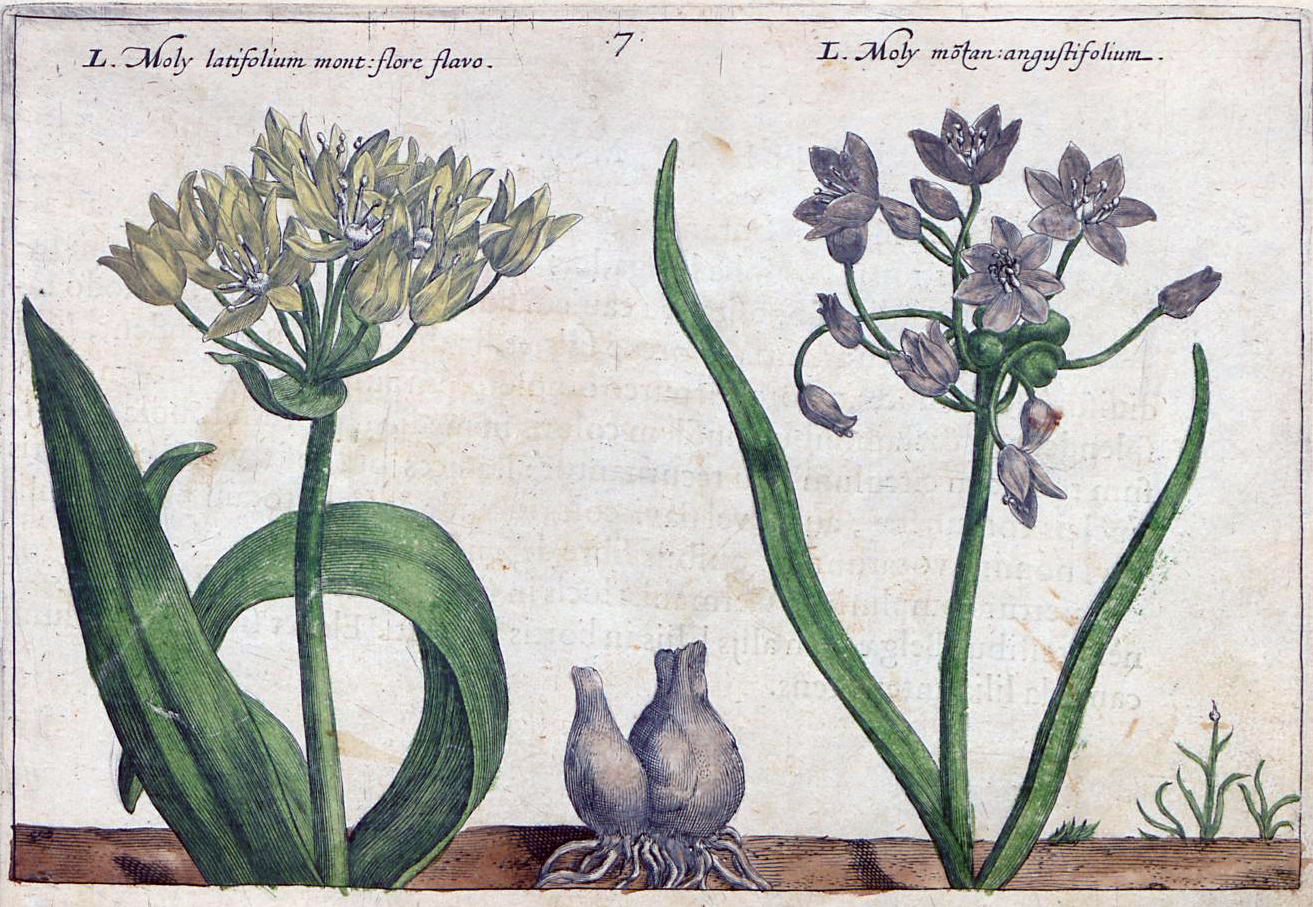
Tafel 7

Altera pars
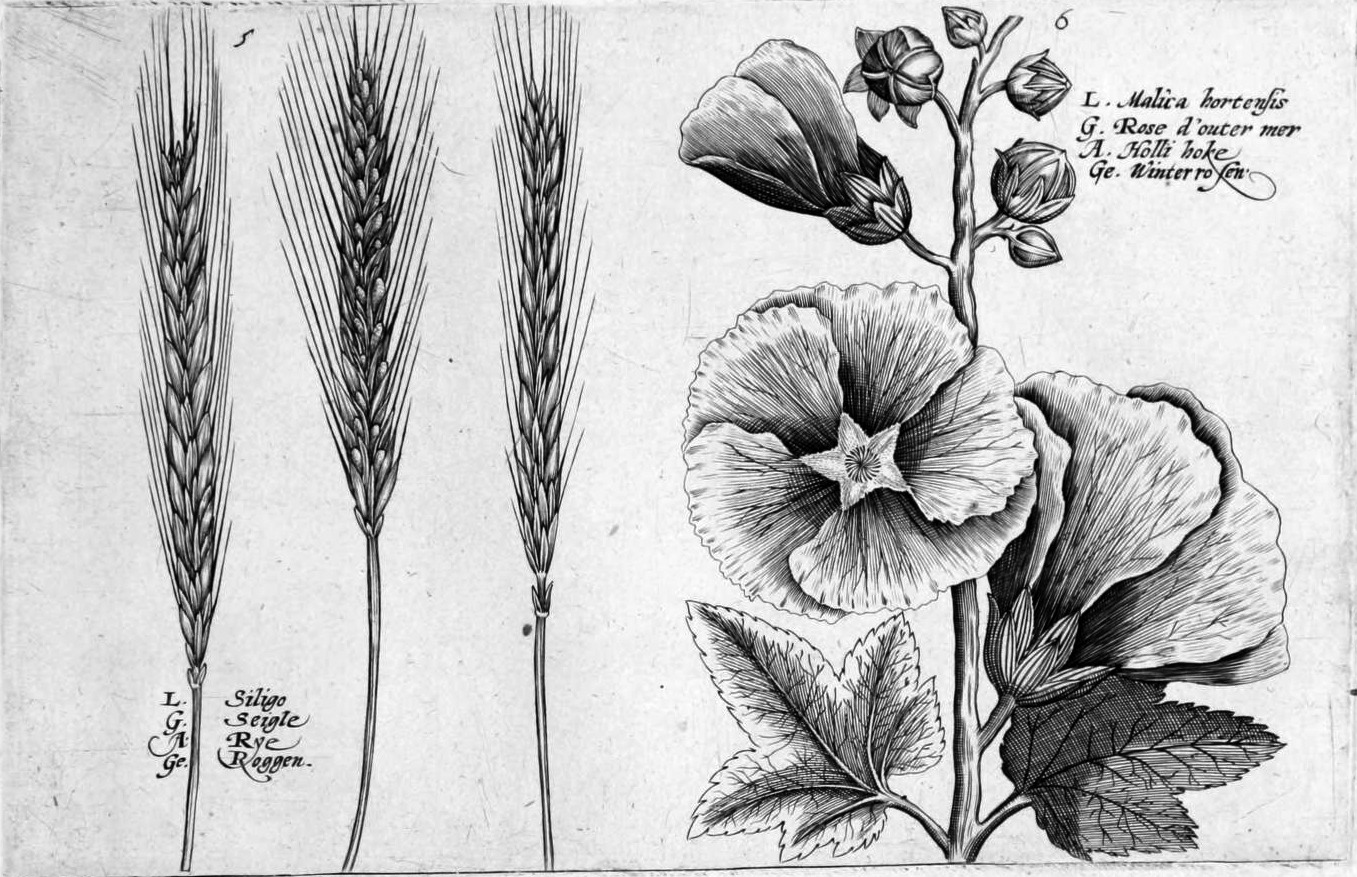
Tafel 3: Roggen, „Winterrosen“
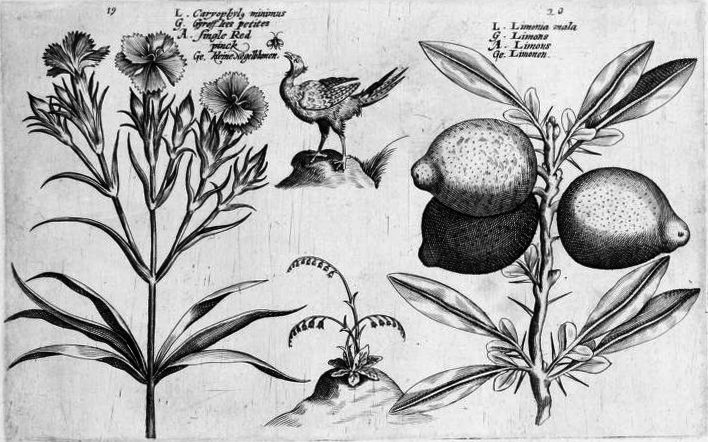
Tafel 10: „Kleine Negelblumen“, Limonen
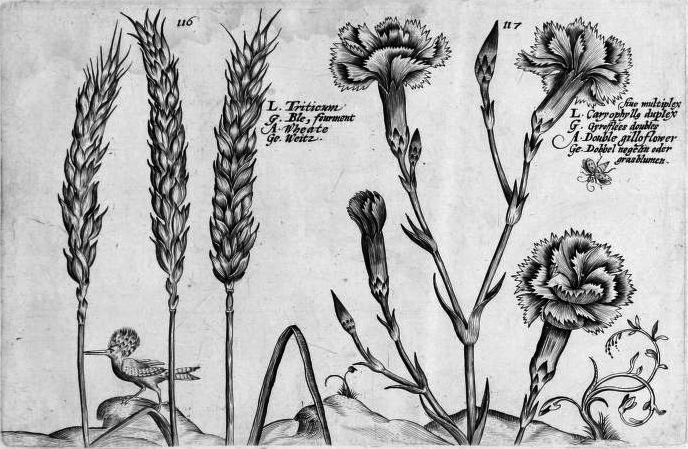
Tafel 59: Weizen, „Grasblumen“
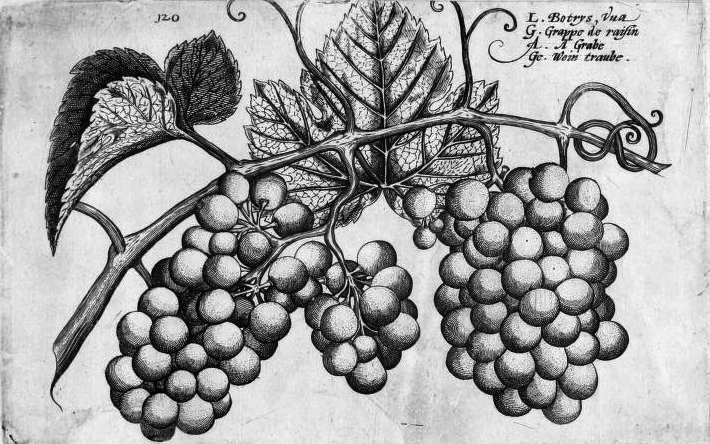
Tafel 61: Weintraube